# 青森県
青森県（あおもりけん）は、日本の東北地方に位置する県。県庁所在地は青森市。
県の人口は全国31位。県の面積は全国8位。令制国の陸奥国（むつのくに、りくおうのくに）北部にあたる。

## 概要

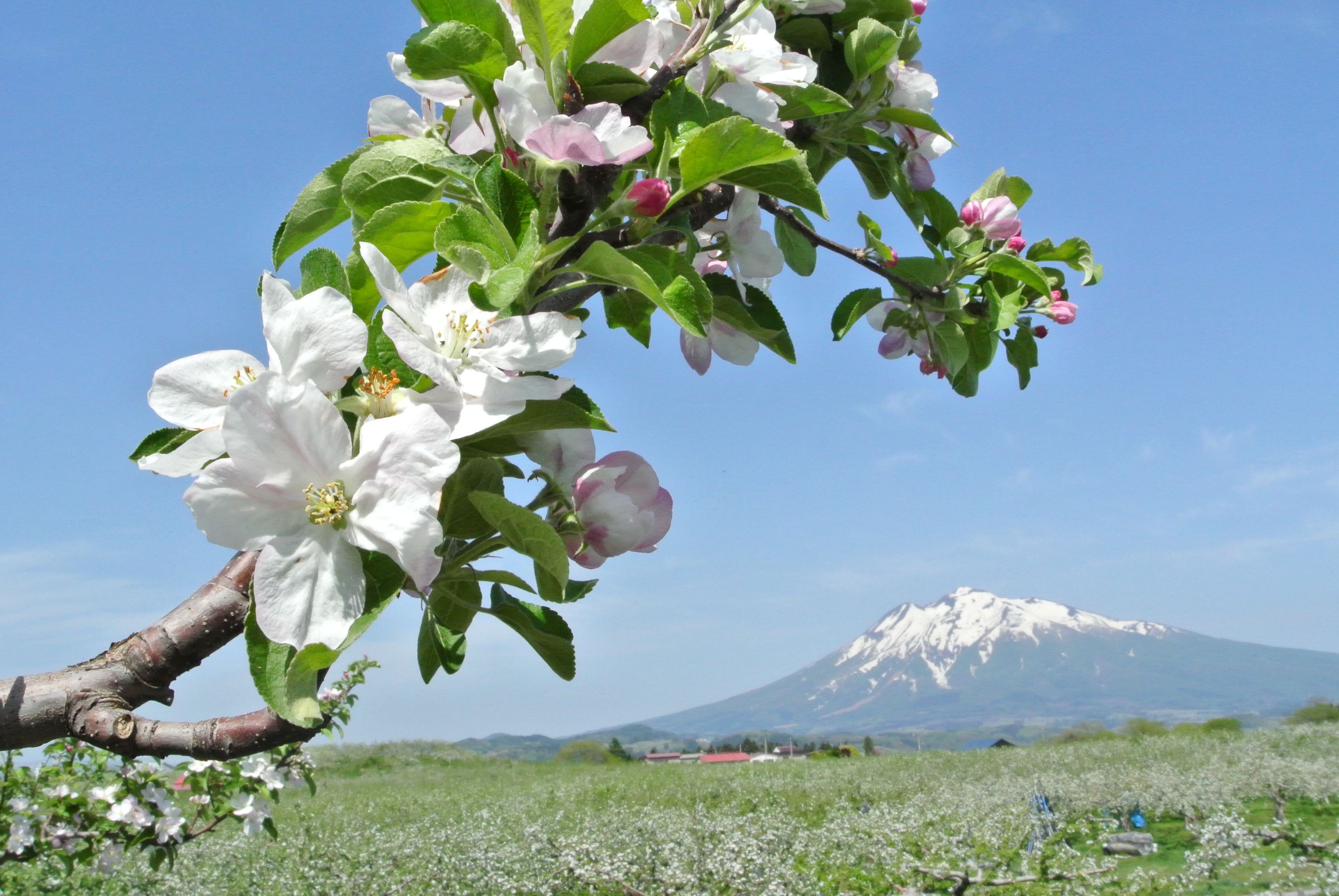
リンゴの花と岩木山

青森県は東北地方及び本州の最北部にあり、岩手県、秋田県を含む北東北の県。県の人口は約120万人、人口密度は約120人/k㎡。日本の総人口の約1%を占め、県の面積は9,644km2で、国土の約2.5%を占める。県内の市町村数は40で、うち市は10、町は22、村は8あり、8つの郡がある。
県人口の52%は青森市、八戸市、弘前市の主要3都市に居住する（青森市と八戸市は中核市に指定されている）。3都市の人口は、それぞれ青森市約26万人、八戸市約21万人、弘前市約16万人と、県内で一都市のみ人口が突出する一極集中型（プライメイトシティ）ではなく、分散型の人口構成となっている。
東は太平洋、西は日本海、北は津軽海峡と３方を海に面する。太平洋側の南に岩手県が、日本海側の南に秋田県が隣接し、津軽海峡の対岸に北海道が位置する。北海道とは青函トンネル（北海道新幹線）や青函フェリーなどでアクセスが可能である。同海峡の中央部は公海（ただし、日本の排他的経済水域）であるが、同海峡を潜る青函隧道は公海下も日本の領土であり、ここで東津軽郡外ヶ浜町と北海道松前郡福島町が隣接している。
秋田県にまたがる世界遺産白神山地を有するほか、景勝地十和田湖をはじめ奥入瀬渓流、八甲田山、岩木山、下北半島の仏ヶ浦などの自然環境が数多く残されている。青森県の中央部には奥羽山脈が縦走し、西側の津軽地方と東側の南部地方（三八地方・上北地方・下北地方）ではそれぞれ異なる歴史や気候、文化、風土を持つ。そのため両地域間で方言も異なる。青森市と弘前市が津軽地方の、八戸市が南部地方の中心都市である。
青森県は全国有数の農業産出県であり、食料自給率はカロリーベースで118%である。主要な出荷品目はリンゴ、ナガイモ、ニンニクが全国一の生産量である。漁業においても全国有数の水揚高である八戸漁港があり、サバ、イカが国内一の水揚げで、全国に出荷されている。陸奥湾のホタテも名産品である。
県南部では国策で建設された八戸臨海工業地帯があり、火力発電所、製紙工場、電気機器工場、造船所およびその関連産業が立地、北東北有数の工業地帯となっている。下北半島ではむつ小川原湖周辺（六ヶ所村）から東部（むつ市）、北部（大間町）にかけて国策事業である原子力関連施設が点在する（建設中や未稼働の施設を含む）。核燃料サイクル施設を運営・建設する日本原燃は県内主要企業でもある。このほか、国際協力で核融合を研究するITER関連施設、原子力発電所が立地する。他に県内には国内で最大級の風力発電施設がある。
交通インフラストラクチャーとしては県内には青森空港と三沢空港があり、東北新幹線が新青森駅から東京駅まで最短2時間59分で結び、北海道新幹線が青函トンネルにより北海道と結ぶ。在来線は青い森鉄道線、弘南鉄道（弘南線・大鰐線）、津軽鉄道線、JR奥羽本線 、JR八戸線、IGR いわて銀河鉄道線がある。主要道路は東北縦貫自動車道弘前線および八戸線（八戸自動車道）、国道4号が東京・日本橋と青森市を終点にして通る。国道7号が新潟市と青森市を結ぶ。また青森港、八戸港から北海道と結ぶカーフェリーが、八戸港から国際コンテナ航路が就航している。
祭りは青森ねぶた祭、弘前ねぷたまつり、黒石ねぷた祭り、五所川原立佞武多、八戸三社大祭などが有名である。県内では縄文時代の遺跡が数多く出土し、三内丸山遺跡（青森市）や二ツ森貝塚、是川遺跡（八戸市）などで住居跡や土器および土偶が発見されている。
県では2005年から2008年までの平均の社会減数が9,263人の転出超過で 高校卒業時に約5600人が転出、大学卒業時の転出は2270人である。20歳から24歳の転出理由の60.7%は他県への就職を理由としている。青森県は2004年に青森県若年者就職支援センター（ジョブカフェあおもり）を設置し、高校生から40歳までを対象として、青森、八戸、弘前、むつで就労支援を実施している。
県公式ファンコミュニティとして「青森びいき」がある。

## 名称
明治4年（1871年）9月に弘前町から青森町に県庁が移設された際に、県庁所在地となった青森町の地名がそのまま県名に採用されたものである。「青森」という地名は、江戸時代前期の寛永元年（1624年）に弘前藩が現在の青森市の場所に港町の建設を始めた時に名付けられたもので、現在の青森市本町付近に海上からの目印になる「青い森」（現在は消失）があったことが由来とされている。
この場合の「青」は緑#緑をさす「青」を参照。
北海道アイヌ語の沙流方言（日高地方の沙流川流域）では「アウンモシㇼ 」（アイヌ語: Awunmosir）といい、「隣の国」を意味する。

## 地理

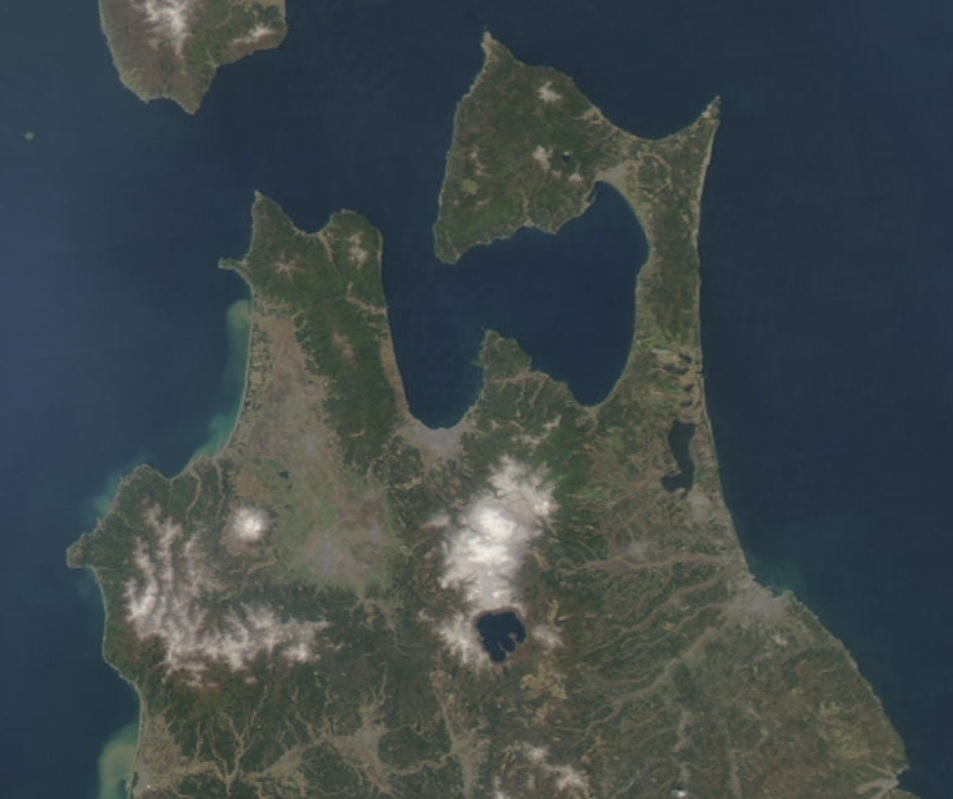
2003年5月1日、地球観測衛星テラ搭載のMODISセンサにより撮影。

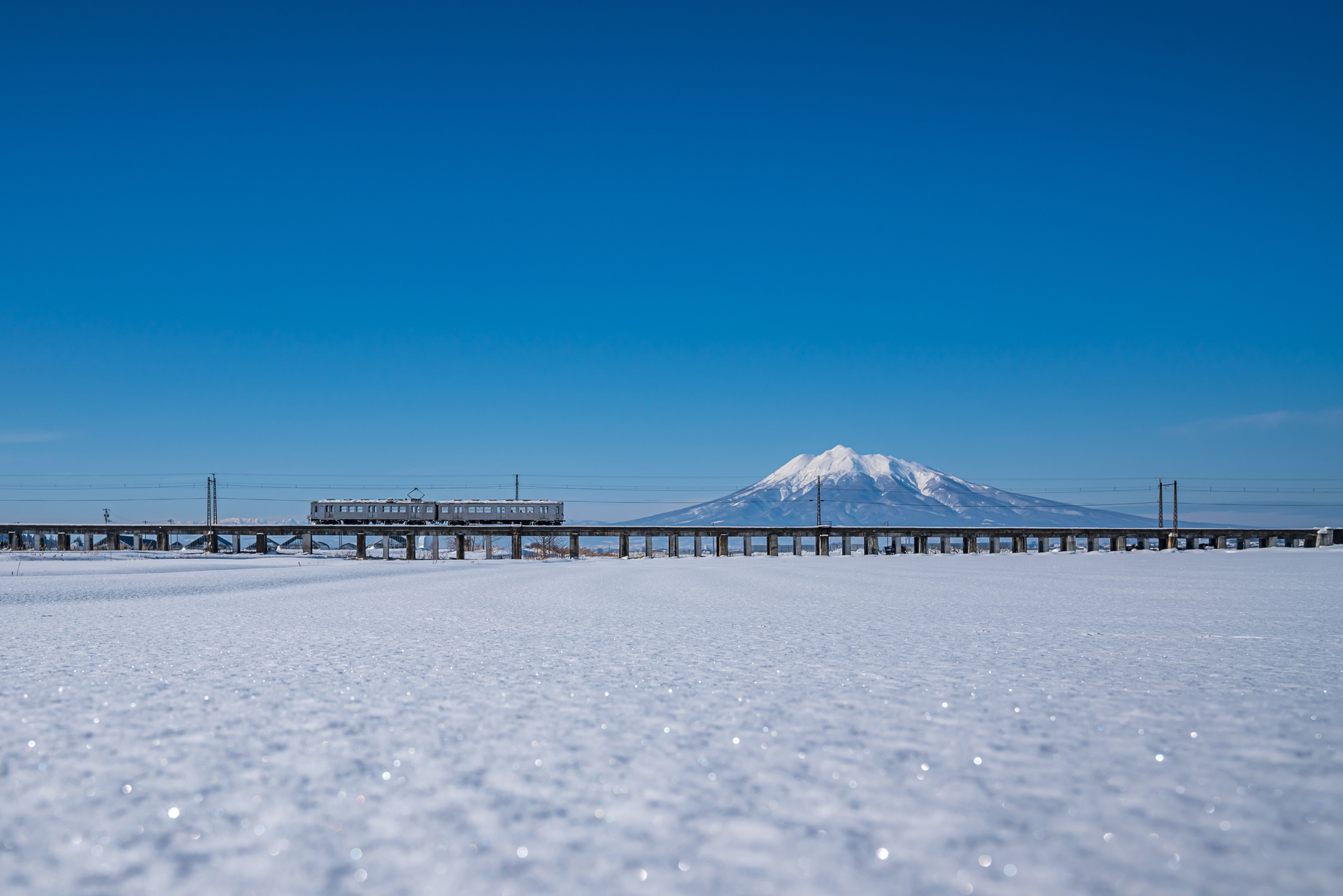
冬の岩木山と津軽平野（2021年1月）

県中央部の陸奥湾を東側の下北半島と西側の津軽半島が取り囲む県の形は、県章にそのまま図案化されており、その特徴的な形や本州最北端の位置関係から、全国的な認知度は高い。小・中学生を対象とした調査では、北海道・沖縄県に青森県を含めた3道県が、他の都府県に比べ突出した認知度を有する結果となっている。

### 地形
半島
- 津軽半島
- 下北半島
- 夏泊半島

山脈、山地
- 奥羽山脈
- 津軽山地
- 白神山地
- 恐山山地

| 山、丘 - 岩木山 - 八甲田山 - 釜臥山 - 下北丘陵 - 階上岳 - 名久井岳 - 恐山 - 四角岳 - 櫛ヶ峯 - 乗鞍岳 - 白神岳 平野、台地 - 津軽平野 - 青森平野 - 田名部平野 - 上北平野 - 三本木原台地 河川 - 奥入瀬川 - 岩木川 - 赤石川 - 馬淵川 - 高瀬川 - 田名部川 - 新井田川 湖沼 - 十和田湖（十和田火山山頂部のカルデラ湖） - 小川原湖 - 十三湖 - 宇曽利湖 - 鷹架沼 - 津軽富士見湖（廻堰大溜池） - 十二湖 - 田面木沼 | 岬、崎 - 竜飛崎 - 大間崎 - 尻屋崎 - 黄金崎（艫作崎） - 大戸瀬崎 - 鳥居崎 - 夏泊崎 - 高野崎 - 小泊岬 - 牛ノ首岬 島 - 弁天島 - 久六島 - 鯛島 - 茂浦島 - 湯の島 - 蕪島 海峡、湾、海岸 - 津軽海峡 - 平舘海峡 - 陸奥湾 - 野辺地湾 - 青森湾 - 大湊湾 - 芦崎湾 - 三厩湾 - 七里長浜 - 淋代海岸 - 仏ヶ浦 |

### 広袤（こうぼう）
国土地理院の全国都道府県市区町村別面積調によると、青森県の面積は9645.11平方キロメートルである。
青森県の東西南北それぞれの端、および、都道府県界未確定部分に仮の境界線を入れて求めた重心は以下の位置である。北端は弁天島 (大間町)、南端は花木ダムの約4キロ南、東端は階上町立小舟渡小学校の東側の海岸線、西端は久六島にある。また統計局の平成22年国勢調査によると、人口重心は青森市駒込の田代平湿原付近にある。
| 重心 北緯40度46分59秒 東経140度49分42秒 / 北緯40.78306度 東経140.82833度  | 北端 北緯41度33分22秒 東経140度54分42秒 / 北緯41.55611度 東経140.91167度 ↑           | 人口重心 北緯40度42分47.2秒 東経140度55分00秒 / 北緯40.713111度 東経140.91667度 |
| 西端 北緯40度32分03秒 東経139度29分49秒 / 北緯40.53417度 東経139.49694度← | 青森県庁舎所在地 北緯40度49分28秒 東経140度44分24秒 / 北緯40.82444度 東経140.74000度 | 東端 →北緯40度27分07秒 東経141度41分00秒 / 北緯40.45194度 東経141.68333度       |
|                                                                           | ↓ 南端 北緯40度13分04秒 東経141度00分46秒 / 北緯40.21778度 東経141.01278度           |                                                                                 |

### 自然公園
- 国立公園 2箇所

十和田八幡平国立公園、三陸復興国立公園
- 国定公園 2箇所

下北半島国定公園、津軽国定公園
- 県立自然公園 7箇所

浅虫夏泊県立自然公園、大鰐碇ヶ関温泉郷県立自然公園、名久井岳県立自然公園、芦野池沼群県立自然公園、黒石温泉郷県立自然公園、岩木高原県立自然公園、赤石渓流暗門の滝県立自然公園

### 気候

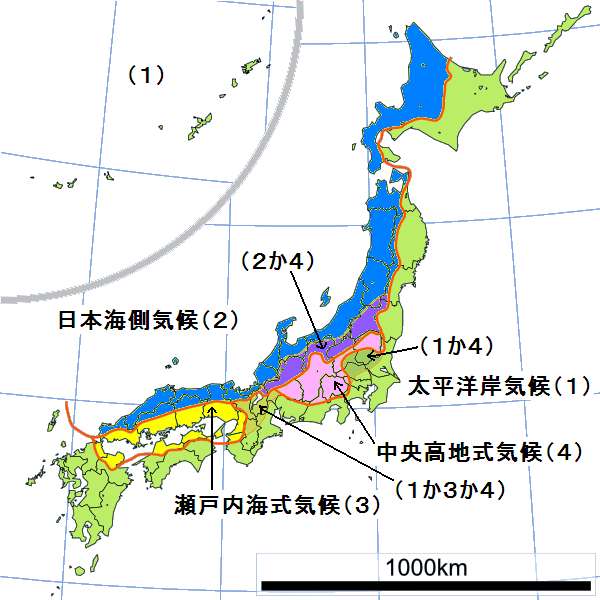
日本海側気候の地域（2:青色）
太平洋岸気候の地域（緑色）

- 青森県は県内全域が豪雪地帯に指定されており、そのうち一部地域は特別豪雪地帯に指定されている。また、青森市は都道府県庁所在地では唯一、市域全てが特別豪雪地帯に指定されている。
- 那須火山帯の山麓および西側は日本海側気候。それ以外の地域は太平洋側気候。
- ケッペンの気候区分でいうと、下北半島など太平洋側の一部は夏も冷涼のため、定義上では西岸海洋性気候とされることもある。また、山岳地帯は亜寒帯（冷帯）湿潤気候である。
- 南部ほど内陸性気候のため寒さが厳しく、北部は海洋性気候のため寒さはそれほど厳しくない。特に、日本海側沿岸部は緯度の割には温暖であるが冬季の日照時間は非常に少ない。太平洋側の内陸部を除き、全般に日較差は小さく、岩手県などと比べても寒さは厳しくないが、青森市の酸ヶ湯（標高890m）は日中の気温が低いことで有名であり、1月の平均最高気温は−5.5°Cにしかならない。また、日本有数の豪雪地でもある。
- 2023年8月10日には、青森県内としては、観測史上初の最高気温39度台を弘前市（39.3度）と五所川原市（39.0度）で観測した[20]。

| 深浦 気象庁 深浦 | 青森 気象庁 青森 | むつ 気象庁 むつ | 八戸 気象庁 八戸 |

| 平年値 （月単位） | 平年値 （月単位） | 東青津軽       | 東青津軽        | 東青津軽      | 東青津軽      | 東青津軽      | 北五津軽        | 北五津軽      | 西津軽        | 西津軽        | 中南津軽      | 中南津軽      | 中南津軽      |
| 平年値 （月単位） | 平年値 （月単位） | 青森           | 青森市 青森大谷 | 青森市 酸ケ湯 | 今別          | 外ヶ浜町 蟹田 | 五所川原市 市浦 | 五所川原      | 鰺ヶ沢        | 深浦          | 黒石          | 弘前          | 平川市 碇ヶ関 |
| ----------------- | ----------------- | -------------- | --------------- | ------------- | ------------- | ------------- | --------------- | ------------- | ------------- | ------------- | ------------- | ------------- | ------------- |
| 平均 気温 (°C)    | 最暖月            | 23.0 （8月）   |                 | 18.4 （8月）  | 22.0 （8月）  | 22.0 （8月）  | 22.4 （8月）    | 23.1 （8月）  | 22.6 （8月）  | 23.1 （8月）  | 22.8 （8月）  | 23.3 （8月）  | 22.9 （8月）  |
| 平均 気温 (°C)    | 最寒月            | −1.4 （1月）   |                 | −7.8 （1月）  | −1.2 （1月）  | −1.7 （1月）  | −0.9 （1月）    | −1.6 （1月）  | −0.7 （1月）  | −0.4 （1月）  | −2.1 （1月）  | −2.0 （1月）  | −3.1 （1月）  |
| 降水量 (mm)       | 最多月            | 148.6 （12月） |                 |               | 175.2 （9月） | 169.8 （9月） | 125.7 （9月）   | 132.2 （9月） | 149.9 （9月） | 176.0 （9月） | 116.7 （9月） | 124.9 （8月） | 174.9 （8月） |
| 降水量 (mm)       | 最少月            | 60.7 （4月）   |                 |               | 82.0 （3月）  | 67.9 （3月）  | 57.2 （3月）    | 57.2 （4月）  | 65.3 （3月）  | 77.3 （2月）  | 45.2 （3月）  | 62.3 （4月）  | 98.6 （6月）  |
| 平年値 （月単位） | 平年値 （月単位） | 下北           | 下北            | 下北          | 下北          | 三八上北      | 三八上北        | 三八上北      | 三八上北      | 三八上北      | 三八上北      | 三八上北      |               |
| 平年値 （月単位） | 平年値 （月単位） | 大間           | むつ            | むつ市 脇野沢 | 東通 小田野沢 | 六ヶ所        | 野辺地          | 三沢          | 十和田        | 十和田市 休屋 | 八戸          | 三戸          |               |
| 平均 気温 (°C)    | 最暖月            | 21.5 （8月）   | 21.7 （8月）    | 21.6 （8月）  | 20.7 （8月）  | 21.4 （8月）  |                 | 22.1 （8月）  | 21.8 （8月）  | 21.0 （8月）  | 22.3 （8月）  | 22.9 （8月）  |               |
| 平均 気温 (°C)    | 最寒月            | −0.4 （1月）   | −1.6 （1月）    | −0.9 （1月）  | −1.4 （1月）  | −1.7 （1月）  |                 | −1.4 （1月）  | −2.0 （1月）  | −3.9 （1月）  | −1.2 （1月）  | −2.1 （1月）  |               |
| 降水量 (mm)       | 最多月            | 168.5 （8月）  | 172.7 （9月）   | 164.4 （9月） | 172.2 （9月） | 173.9 （9月） |                 | 170.8 （9月） | 164.3 （9月） | 202.8 （8月） | 167.7 （9月） | 166.8 （9月） |               |
| 降水量 (mm)       | 最少月            | 55.0 （2月）   | 77.3 （3月）    | 60.0 （3月）  | 48.3 （2月）  | 53.3 （3月）  |                 | 38.9 （1月）  | 28.5 （1月）  | 63.7 （1月）  | 41.7 （12月） | 40.3 （1月）  |               |

## 地域

### 自治体
以下の10市8郡22町8村がある。町の読み方はおいらせ町、南部町、階上町が「ちょう」、その他は「まち」である。村は全て「むら」と読む。
市部
- 青森市（県庁所在地）
- 弘前市
- 八戸市
- 黒石市
- 五所川原市
- 十和田市
- 三沢市
- むつ市
- つがる市
- 平川市

郡部
- 東津軽郡
  - 平内町 - 今別町 - 蓬田村 - 外ヶ浜町
- 西津軽郡
  - 鰺ヶ沢町 - 深浦町
- 中津軽郡
  - 西目屋村
- 南津軽郡
  - 藤崎町 - 大鰐町 - 田舎館村
- 北津軽郡
  - 板柳町 - 鶴田町 - 中泊町
- 上北郡
  - 野辺地町 - 七戸町 - 六戸町 - 横浜町 - 東北町 - 六ヶ所村 - おいらせ町
- 下北郡
  - 大間町 - 東通村 - 風間浦村 - 佐井村
- 三戸郡
  - 三戸町 - 五戸町 - 田子町 - 南部町 - 階上町 - 新郷村

（全国地方公共団体コード順に列記）

### 都市圏
都市雇用圏（10%通勤圏）の変遷
| 1980年                    | 1990年                                          | 1995年                                          | 2000年                                          | 2005年                                          | 2010年                                          | 2015年                                          |
| ------------------------- | ----------------------------------------------- | ----------------------------------------------- | ----------------------------------------------- | ----------------------------------------------- | ----------------------------------------------- | ----------------------------------------------- |
| 青森 都市圏 33万6677人    | 青森 都市圏 33万2838人                          | 青森 都市圏 33万7827人                          | 青森 都市圏 34万0558人                          | 青森 都市圏 34万0427人                          | 八戸 都市圏 33万5854人                          | 八戸 都市圏 32万4451人                          |
| 八戸 都市圏 33万1608人    | 八戸 都市圏 33万2275人                          | 八戸 都市圏 33万3129人                          | 八戸 都市圏 33万2242人                          | 八戸 都市圏 32万5235人                          | 青森 都市圏 32万5458人                          | 青森 都市圏 31万0640人                          |
| 弘前 都市圏 27万8234人    | 弘前 都市圏 27万2460人                          | 弘前 都市圏 32万9279人                          | 弘前 都市圏 32万6102人                          | 弘前 都市圏 31万7610人                          | 弘前 都市圏 30万5342人                          | 弘前 都市圏 29万1789人                          |
| 十和田 都市圏 7万7582人   | 十和田 都市圏 9万0255人                         | 五所川原 都市圏 10万7301人                      | 五所川原 都市圏 11万1232人                      | 五所川原 都市圏 13万1674人                      | 五所川原 都市圏 12万2677人                      | 五所川原 都市圏 11万3076人                      |
| むつ 都市圏 6万9913人     | むつ 都市圏 6万7326人                           | 十和田 都市圏 9万0696人                         | 十和田 都市圏 9万0715人                         | 十和田 都市圏 9万7260人                         | 十和田 都市圏 9万3110人                         | 十和田 都市圏 8万9561人                         |
| 五所川原 都市圏 5万5464人 | 三沢 都市圏 6万1178人                           | むつ 都市圏 7万2995人                           | むつ 都市圏 7万4997人                           | むつ 都市圏 7万4697人                           | むつ 都市圏 7万0781人                           | むつ 都市圏 6万7076人                           |
| 黒石 都市圏 4万0755人     | 五所川原 都市圏 5万2792人                       | 三沢 都市圏 6万2783人                           | 三沢 都市圏 6万5470人                           | 三沢 都市圏 5万6596人                           | 三沢 都市圏 4万1258人                           | 三沢 都市圏 4万0196人                           |
| 三沢 都市圏 3万9962人     | 黒石 都市圏 3万9213人                           | 黒石都市圏は 弘前都市圏に包含された             | 黒石都市圏は 弘前都市圏に包含された             | 黒石都市圏は 弘前都市圏に包含された             | 黒石都市圏は 弘前都市圏に包含された             | 黒石都市圏は 弘前都市圏に包含された             |
| 野辺地 都市圏 1万8419人   | 野辺地は中心性を失って 都市圏を形成しなくなった | 野辺地は中心性を失って 都市圏を形成しなくなった | 野辺地は中心性を失って 都市圏を形成しなくなった | 野辺地は中心性を失って 都市圏を形成しなくなった | 野辺地は中心性を失って 都市圏を形成しなくなった | 野辺地は中心性を失って 都市圏を形成しなくなった |

### 地域区分

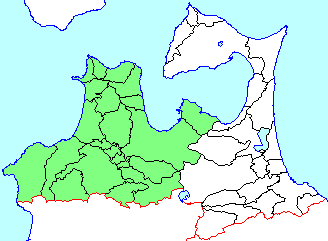
■緑 ： 津軽地方
■白 ： 南部地方

青森県 地域区分図
津軽地方（■：東青■：中南■：西北）
南部地方（■：下北■：上北■：三八）

県西部にある日本海側の津軽地方と、県東部にある太平洋側の南部地方の2つの地域に大別されるが、南部地域の名称はかつてこの地を治めた南部氏に由来するもので、県の南部を指すわけではないことに注意を要する。津軽地方の面積は4828.08km2（全県比：50.06%）、人口は639,885人（全県比：55.7%）、一方の南部地方の面積は4817.18km2（全県比：49.94%）、人口は508,509人（全県比：44.3%）となっており、両地方の面積は県のほぼ半分ずつであるが、人口はやや津軽地方の方が多い（人口は2025年7月1日現在の推計人口）。
このほか、以下のような地域呼称がある（太字は県の旧地域県民局に用いられていた呼称）。
| 郡 | 郡       | 市 | 市              | 地域呼称        | 地域呼称          | 地域呼称          | 地域呼称 |
| -- | -------- | -- | --------------- | --------------- | ----------------- | ----------------- | -------- |
|    | 東津軽郡 |    | 青森市          | 東青            | 東青              | 東青              | 津軽     |
|    | 中津軽郡 |    | 弘前市          | 中弘            | 中弘南黒 （中南） | 中弘南黒 （中南） | 津軽     |
|    | 南津軽郡 |    | 黒石市 平川市   | 南黒            | 中弘南黒 （中南） | 中弘南黒 （中南） | 津軽     |
|    | 西津軽郡 |    | つがる市        |                 | 西北五 （西北）   | 西北五 （西北）   | 津軽     |
|    | 北津軽郡 |    | 五所川原市      | 北五            | 西北五 （西北）   | 西北五 （西北）   | 津軽     |
|    | 下北郡   |    | むつ市          | 下北            | 二北              |                   | 南部     |
|    | 上北郡   |    | 十和田市 三沢市 | 上北 （上十三） | 二北              | 三八上北          | 南部     |
|    | 三戸郡   |    | 八戸市          | 三八            | 三八              | 三八上北          | 南部     |

青森県庁では2006年4月から県内を6つの地域に区分し、各地域に総合的な出先機関である地域県民局を設置していた（2025年3月31日で地域県民局は廃止）。
| 名称           | 所管区域                                   | 面積 (km2) | 人口 （人） |
| -------------- | ------------------------------------------ | ---------- | ----------- |
| 東青地域県民局 | 青森市、東津軽郡                           | 1477.37    | 274,801     |
| 中南地域県民局 | 弘前市、黒石市、平川市、中津軽郡、南津軽郡 | 1555.92    | 245,240     |
| 西北地域県民局 | 五所川原市、つがる市、西津軽郡、北津軽郡   | 1794.79    | 119,844     |
| 下北地域県民局 | むつ市、下北郡                             | 1415.59    | 60,979      |
| 上北地域県民局 | 十和田市、三沢市、上北郡                   | 2126.81    | 180,772     |
| 三八地域県民局 | 八戸市、三戸郡                             | 1274.78    | 266,758     |

- 地域県民局の所在都市は太字
- 面積は2010年（平成22年）10月1日時点[22]
- 人口は2025年7月1日時点の推計人口[23]

## 歴史

### 先史

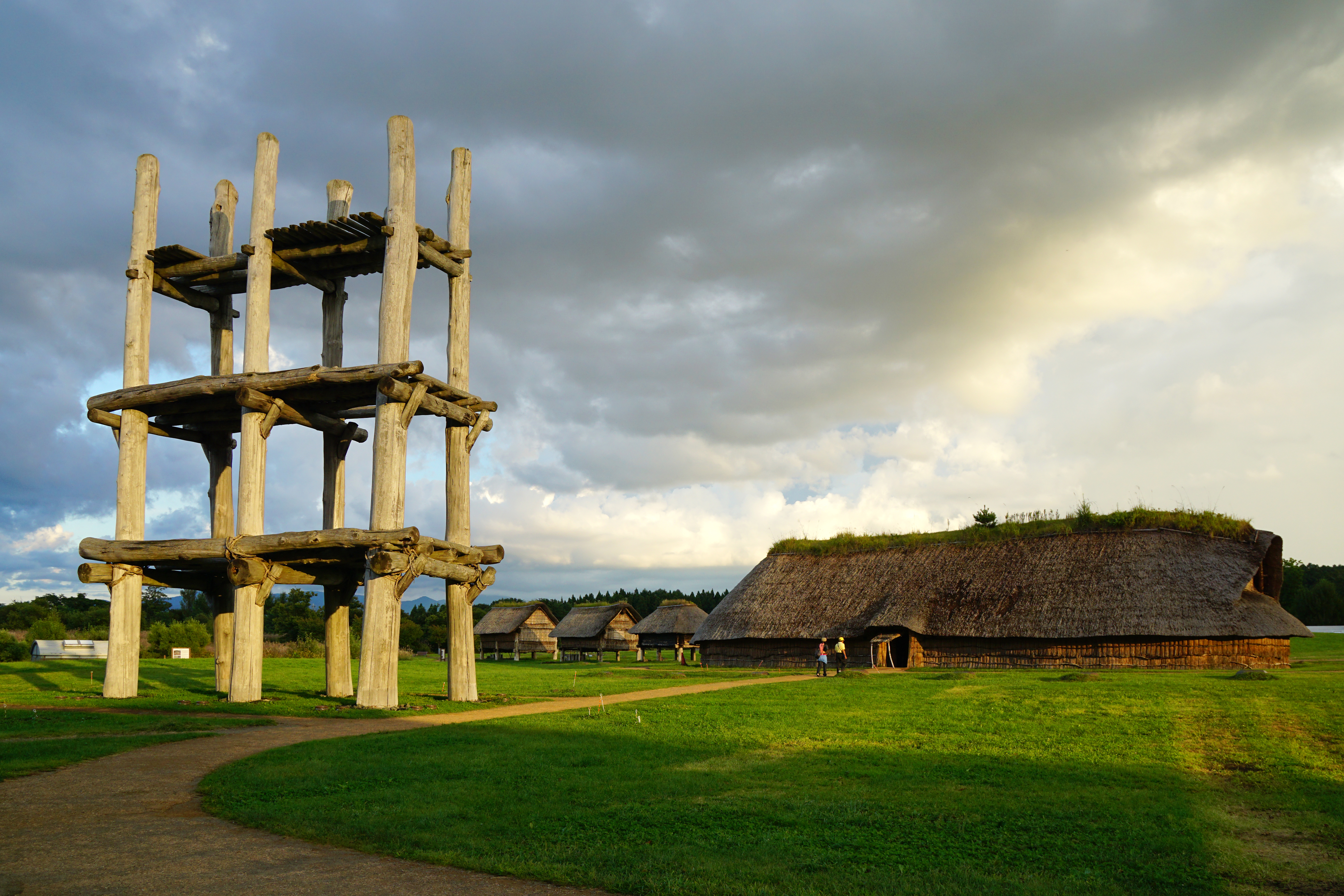
三内丸山遺跡

日本列島では1万2000年前になると、物を貯蔵・煮沸する容器として土器が考案され、津軽半島の外ヶ浜町にある大平山元I遺跡では、無文土器や局部磨製石斧が出土し、生活の様相が大きく変わったことがうかがえる。縄文時代の遺跡として、三内丸山遺跡、亀ヶ岡遺跡、是川遺跡、小牧野遺跡、大森勝山遺跡などが現在までに発見されている。これらの遺跡には豊富な土器、広い集落跡、また他地方のものと思われる遺物が発見され、文化・経済などの面で周辺にも強い影響を与えていたと考えられている。
また、弥生時代前期の水田跡遺跡として知られる砂沢遺跡や中期後半の垂柳遺跡が発掘されており、米の栽培が行われたことが確認されている。ただし、弥生時代中期に稲作は衰え、大幅な人口流出があったものと考えられている。

### 古代
弥生時代から古墳時代の日本列島において、北九州から関東地方までの諸勢力を配下に治める中央政権たるヤマト政権（大和朝廷）が成立した後も、東北地方中部以北は中央政権の統治領域外にあり、本州北部の住民は蝦夷（毛人、エミシ）の呼称で呼ばれていた。現在の考古学的知見では、当時の青森県を含む東北地方中北部は、続縄文文化の段階にあった。
『日本書紀』においては朝廷より津軽地方の蝦夷が冠位を授けられた内容を記す斉明天皇元年（655年）条をはじめ津軽地方の地名が出現し、このころには朝廷に服従し朝貢関係を結び、中央政権に把握されていったものであると考えられている。また『書記』に拠れば斉明天皇4年（658年）からは阿倍比羅夫による「北征」が行われている。これは数か年に及ぶ大事業で、朝廷軍は北海道や樺太にまで渡ったと伝えられる。
このころの青森県では、古墳文化の影響を受けた末期古墳の造営が活発化し、大和朝廷との関係の深まりの中で造営が行われたものと推察される。畿内でヤマト王権が成立し、東国を含め日本列島各地では在地勢力やヤマト王権の影響を受けた勢力による古墳の築造が開始されるが、同地域では前期古墳以来の前方後円墳は見られず、律令制国家成立期の末期古墳が多数存在する。上北郡では阿光坊古墳群、八戸市では鹿島沢古墳群、丹後平古墳群・殿見古墳群、平川市では原古墳群などが存在する。出土した土師器・須恵器の編年や周辺遺跡の出土品から、鹿島沢・阿光坊は7世紀後半、丹後平は8世紀初頭に中心を置く遺跡と推定されている。この古墳は小規模な円形墳丘の中に石室を造ったり墓壙を掘っている。その周りを1m強の幅を持つ周溝で円形に取り囲んでいる。7世紀から9世紀にかけて東北北部や道央部にまで達している。
律令制国家の成立に伴い、8世紀から9世紀には奥羽経営もさらに進められ、坂上田村麻呂・陸奥出羽按察使征夷将軍文室綿麻呂による蝦夷征討において、閉伊（へい）爾薩体（にさたい））地方の蝦夷を平定したという。北奥地域は陸奥国に属さず、蝦夷は服属・抵抗を繰り返しつつも、次第に律令制国家に組み込まれていったと考えられている。
平安時代の11世紀には、岩手県北上平野の地域に俘囚長安倍氏の勢力が確立すると、岩手県北から下北半島にかけての糠部地方で同族と見られる安倍富忠が有力となった。前九年の役において、富忠は源頼義に使わされた金為時の誘いを受け、朝廷方に付いた。
安倍頼時は富忠に対する説得のため出兵するが、富忠の反攻により戦死した。頼良を滅ぼした富忠だったが、朝廷や源頼義からの恩賞を受けた記録は無く、以後の糠部安倍氏に関する史料はない。北上平野の安倍氏はついに滅ぼされたが、貞任の子の高星丸が叔父の安倍則任とともに糠部を経て津軽に落ち延び、津軽安東氏（安倍姓）の祖となったとの伝承がある。

### 中世
青森県域が明確に中央政権に組み込まれるようになったのは延久北奥蝦夷合戦以後であると考えられている。正確な時期は不明だが、延久北奥蝦夷合戦から奥州藤原氏時代までのいずれかの時期に中央と同様の郡郷制が敷かれ、糠部郡、平賀郡、鼻和郡、田舎郡、西浜、外浜が設置されたのである。平安時代末期に奥州藤原氏を倒した源頼朝によって南部光行が糠部五郡を与えられたとの伝承があるが、史実かどうかは確認されていない。13世紀後半までに県域の全てが北条氏の得宗領となり、その地頭代として津軽安藤氏が下北半島や津軽半島、また蝦夷島（北海道）の沿岸部を支配し、室町時代中期にかけて海上交易で栄えた。特に十三湖沿岸に築いた港（十三湊）には大きな町が形成され、現在でも中国や日本各地の陶磁器が出土している。
ところが、津軽安藤氏は鎌倉時代末期に内訌を起こして（津軽大乱）勢力を後退させた。また、南北朝時代の到来に当たっては北朝側につき、現在の岩手県南部から青森県東部の内陸部に勢力を持ち始めた南部氏は南朝方についたために同氏と対立、抗争した。情勢は南部氏有利に進み、安藤氏は蝦夷が島に駆逐された。南部氏は海上交易にはあまり力を入れず、安藤氏によって繁栄した各港は衰退した。一方、室町時代半ばには津軽地方では浪岡を中心に北畠氏（浪岡氏）が大きな勢力を誇った。
15世紀半ばに安藤氏を駆逐した南部氏は大きく勢力を拡大、16世紀半ばには津軽・下北・糠部地方一帯の広い領土を支配し、「三日月の丸くなるまで南部領（領土が広いために南部領を進んでいるうちに三日月が満月になってしまうということ）」と讃えられた。しかし、16世紀後半になると南部氏の一族の大浦為信（津軽為信）が他の南部氏の諸城を落城させ、浪岡氏も滅ぼし、津軽地方、外ヶ浜、糠部の一部を支配した。為信とその子信枚の2代をかけて弘前城の築城、同地への城下町の建設、羽州街道や岩木川の整備などが行われた。大浦家の本姓は源氏で、対外的には南部と名乗っていたが、為信の代に藤原氏に鞍替えし、苗字を津軽とした。一方、東部は三戸南部氏の領地となった。

### 近世

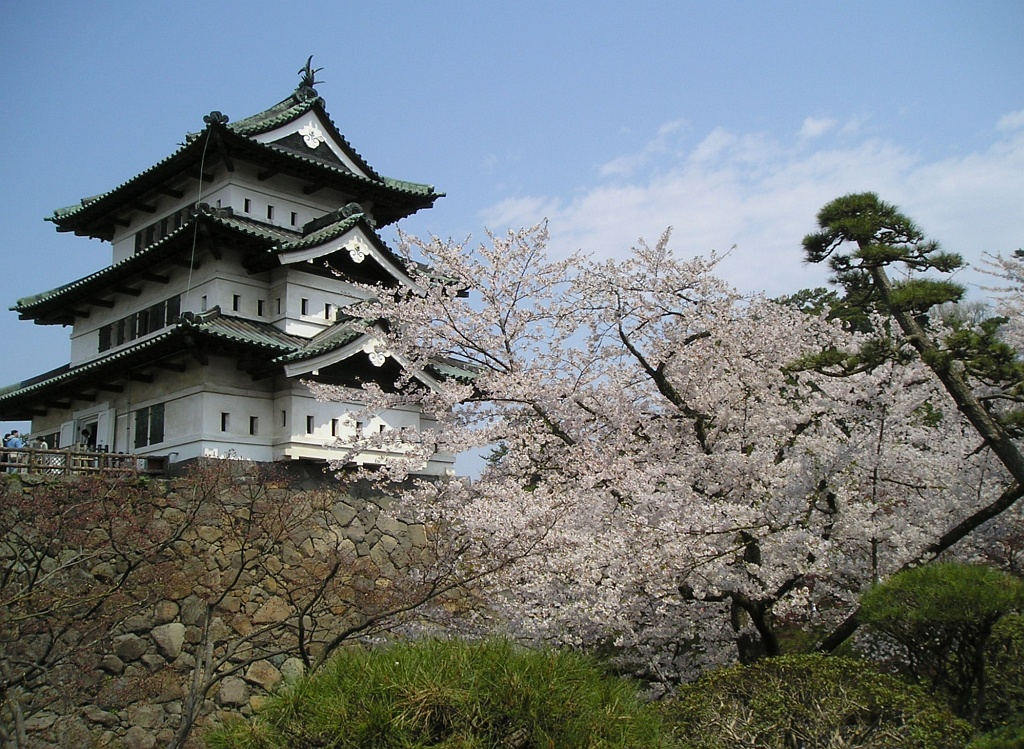
弘前城

戦国時代末期、豊臣政権下の奥州仕置を経て、北奥大名領が成立する。慶長5年（1600年）、関ヶ原の戦いにおいて南部氏ら東北大名は会津上杉景勝包囲への動員を命じられており、津軽氏は東軍本隊と合流し美濃大垣城攻めなどに参加している。関ヶ原の後、東北では会津上杉氏の出羽米沢への転封をはじめ、大規模な大小名の再配置が行われ、江戸時代を迎えた。陸奥北部では南部・津軽領の支配に大きな変動はなく、陸奥国北部のうち太平洋側の東部が南部氏の盛岡藩領8万石石（後に20万石に高直し）、日本海側の西部が津軽氏の弘前藩領4万5000石（後に10万石に高直し）となり、両大名領の藩境は津軽側の狩場沢、南部側の馬門（まかど）に定められた。これは現在の平内町から野辺地町にあたるが、藩境が明確でない地域もあり、檜山騒動が起きた。津軽・南部両家は為信による津軽平定以来の遺恨があり、相馬大作事件や戊辰戦争時の野辺地戦争につながった。
このほか、県南東端から岩手県北東部端にかけては盛岡藩と同じ南部氏一族が支配する八戸藩2万石があり、県中部には弘前藩の支藩として黒石藩1万石とその飛地があった。
県域は本州アイヌの居住地で、弘前藩領である陸奥湾沿いの夏泊半島や、盛岡藩領では津軽海峡に面した下北半島が主な居住地であり、アイヌ語地名も見られる。アイヌの居住地は領主側に把握され、アイヌは弘前・盛岡両藩主へお目見えし、産物を上納したという。アイヌの生業は畑作や漁業・廻船業のほか蝦夷地（北海道）の松前藩領との交易で、狩猟や漁労を生業の中心とする蝦夷地のアイヌとは異なり、北奥地域の漁民と変わらないものであったと考えられている。江戸時代後期にはアイヌ居住地への和人の進出が顕著になり、同化が進んだ。
南部と津軽では気候風土も異なり、特に太平洋岸の南部地方では冷害・凶作が発生しやすく飢饉の際に大きな被害を受けたが、下北地方では餓死者がほとんどいなかったという。
戊辰戦争時、弘前藩も盛岡藩も当初奥羽列藩同盟に属していたが、途中で弘前藩は官軍に寝返った。戦後、盛岡藩は大幅に石高を減らされ、その跡に斗南藩が置かれ、もと会津藩の松平家が3万石で入った。同じころ、盛岡新田藩とも呼ばれ、その領域が明確ではなかった七戸藩1万石の領域が確定した。

### 青森県の成立
明治4年7月14日（1871年8月29日）に廃藩置県の詔が発せられ、現在の青森県域には、旧藩を引き継いだ弘前県（弘前藩）、黒石県（黒石藩）、斗南県（斗南藩）、七戸県（七戸藩）、八戸県（八戸藩）が成立したが、同年9月4日にはこれら5県と北海道渡島半島に成立していた館県（館藩）の6県が合併し、弘前県が成立している。この時点での県庁は弘前に置かれている。
しかし、翌日の9月5日に野田豁通（のだ ひろみち）が初代県大参事に任命され、19日後の9月23日に県庁を弘前から青森に移転し、県名を青森県に変更することが決定されている。県権令として菱田重禧が任命された。今日の青森県庁に当たる民事堂で県議会が開かれ、この本庁以外に、弘前・福山・田名部・八戸・七戸・五戸に支庁が置かれた。翌年の明治5年（1872年）には、戸籍編成のため県内各地は区・小区に分けられ、翌1873年（明治6年）には行政の単位として大区（区長）・小区（正副戸長）が設けられ、行政事務を行った。青森県内には大区が10個設置され、それぞれ大区会所が設置された。
6県の合併について、弘前県・黒石県は旧津軽氏領であり、七戸県・八戸県は旧南部氏領となっており、両氏は津軽氏の南部氏からの独立から始まり、弘前藩主暗殺未遂事件や野辺地戦争など敵対が続いていたが、廃藩置県後に全国で最も早く合併された。この合併を画策した人物は、八戸県大参事の太田広城と斗南県小参事の広沢安任で、両人の連名で政府に対し5県合併案が8月13日に建言されており、内務卿大久保利通をはじめ明治政府高官による事情聴取の結果、9月4日に館県も含めた6県の合併令達に至っている。この怨恨を無視した合併に至った背景には、津軽と南部の敵対とは無縁の斗南藩（会津藩の移封先）の存在も少なからぬ影響を与えていると思われるが、そもそも両県とも穀倉地帯になりうる平野部が少ない上にやませの常襲地帯で冷害が頻発しており、特に斗南県に至っては亡命藩がそのまま県に移行したばかりで困窮の極みにあったことから、過去の因縁に囚われている余裕がなかったというのが実情であった。それに対し、弘前県は1県で他4県の石高合計の3倍以上（実高ベース）という財政力を有しており、八戸・斗南両県とは比べ物にならない大県で、その上に弘前藩は戊辰戦争で明治政府軍に与していたこともあって、弘前県との合併により明治政府からの覚えも高く、両県の救済に有利と考えたのではないかといわれている。この合併工作が、廃藩置県により成立した全国3府302県の削減を目論んでいた明治政府との思惑と合致したものだったことから、早々に実現されたものと考えられる。
また、県庁移転について、当時県内で突出した都市だった弘前から一港町に過ぎなかった青森に移転されたものであるが、野田が県大参事に任命された折、大蔵省に対し21項目に及ぶ伺を立てており、その1項目目にある県庁の位置についての意見が結果的に採用されたものである。その内容は、6県合併による県土は現在の青森県域に北海道渡島半島の一部と岩手県二戸地方が含まれたものであり、弘前県庁では地理的位置が偏っていること、弘前県庁では藩政時代の旧弊に囚われてしまうこと、青森の港湾の将来性が見込まれること、となっている。これは、野田が戊辰戦争時に当地に半年近く滞在しており地勢に明るかったことから、着任早々にも拘らずこれだけの見解を持っていたと言われている。
なお、当事者であるはずの弘前において、6県合併や県庁移転について、特に関知していたような記録はなく、穏便に進められている。しかし、県庁についてはその後、幾度か弘前移転に関する陳情がなされているものの、そのまま現在に至っている。

### 近代以降の年表

#### 明治 - 昭和初期（戦前）
- 明治元年9月23日（1868年11月7日） - 野辺地戦争。野辺地で弘前藩兵と盛岡藩兵・八戸藩兵とが交戦。
- 明治4年7月14日（1871年8月29日） - 廃藩置県。現在の青森県域には、旧藩を引き継いだ弘前県、黒石県、斗南県、七戸県、八戸県が成立。
- 明治4年（1871年）9月 - 弘前県、黒石県、斗南県、七戸県、八戸県、館県の合併により、弘前県が成立するが、その直後、県庁が弘前から青森に移ったことで、青森県と改称。陸軍歩兵第5連隊、青森に駐屯。
- 明治5年10月10日（1872年11月10日） - 福島郡など北海道側の県域（旧・館県 = たてけん）が開拓使に移管。
- 1875年（明治8年）4月 - 内務省勧業寮から県庁にリンゴ苗木3本配付。
- 1876年（明治9年）
  - 明治天皇巡幸。
  - 5月 - 二戸郡を岩手県に移管して現在の県域が確定。
- 1886年（明治19年） - 亀ヶ岡遺跡で遮光器土偶が出土。
- 1889年（明治22年）4月1日 - 中津軽郡弘前が市制施行し、弘前市となる。
- 1891年（明治24年）1月 - 青森駅が開業（東北本線 上野駅-青森駅 全線開通）。
- 1896年（明治29年） - 陸軍第8師団が弘前に駐屯。
- 1898年（明治31年）4月1日 - 東津軽郡青森町が市制施行し、青森市となる。
- 1902年（明治35年）1月 - 八甲田雪中行軍遭難事件。歩兵第5連隊第2大隊210名が八甲田山で遭難。死者199名。
- 1908年（明治41年）3月 - 青函連絡船の運航が始まる。
- 1922年（大正11年）3月 - 「小湊のハクチョウおよびその渡来地」が天然記念物に指定（1952年3月に特別天然記念物に指定）。
- 1928年（昭和3年）4月 - 「十和田湖および奥入瀬渓流」が名勝および天然記念物に指定（1952年3月に特別名勝および天然記念物に指定）。
- 1929年（昭和4年）5月1日 - 三戸郡八戸町・小中野町・湊町・鮫村が合併・市制施行し、八戸市となる。
- 1930年（昭和5年）9月 - 米国までの太平洋横断機タコマ市号、三沢淋代海岸から出発するも東通村尻労に引き返す。
- 1931年（昭和6年）10月 -米国の太平洋横断機ミス・ビードル号、三沢淋代海岸から出発し米国ワシントン州ウェナッチに着陸。世界初の太平洋無着陸横断飛行。
- 1935年（昭和10年）8月 - 21日から22日にかけて県内に豪雨があり五所川原市、弘前市で床上・床下浸水家屋多数。大鰐町を中心に死者・行方不明者24人、負傷者181人[28]。
- 1936年（昭和11年）2月 - 十和田国立公園（現：十和田八幡平国立公園）が設立。
- 1944年（昭和19年）6月 - 亀ヶ岡石器時代遺跡、国史跡に指定[29]。
- 1945年（昭和20年）
  - 3月 - 赤石川で雪泥流が発生。鯵ヶ沢町大然地区で死者87名、流出家屋20棟。
  - 7月 - 太平洋戦争下で青森大空襲、また八戸、三沢、大湊なども空襲を受ける。青函連絡船7隻沈没、青森大空襲での死傷者1769名。

#### 戦後
- 1945年（昭和20年）9月 - 日本の降伏を受けて米第7艦隊が大湊に入港（8日）。米陸軍、旧日本海軍三沢飛行場を接収して三沢基地に。
- 1947年（昭和22年）8月 - 昭和天皇が青森県内を巡幸（昭和天皇の戦後巡幸）。八戸市、弘前市に宿泊[30]。
- 1952年（昭和27年）1月 - 三沢空港が営業開始（1965年 - 1975年は運航休止し、八戸飛行場において代替運航）。
- 1953年（昭和28年）11月 - 櫛引八幡宮所有の鎧・兜2領が国宝に指定。
- 1954年（昭和29年）4月 - 青森駅発上野駅行き夜行列車、通称：集団就職列車が運行開始（1975年3月廃止）。
- 1960年（昭和35年）5月 - チリ地震津波が来襲。県内で死者3名、負傷者3名、家屋全壊24棟、家屋半壊91棟。八戸市での浸水家屋3,000余棟。
- 1961年（昭和36年）3月 - 青函トンネル着工。
- 1962年（昭和37年）4月 - 藤崎町にあった農林水産省園芸試験場東北支場で育成された新種リンゴを「ふじ」として品種登録する。
- 1963年（昭和38年）4月 - むつ製鉄株式会社設立（国策会社）。
- 1964年（昭和39年）9月 - 津軽華子が義宮正仁親王と結婚。
- 1965年（昭和40年）
  - 4月 - むつ製鉄事業化断念。
  - 6月 - 青森空港営業開始。
  - 県内のリンゴ生産量572,100t（歴代最高。その後は400,000t台/年で推移）。
- 1966年（昭和41年） - 八戸漁港の水揚量が日本一を記録（以降、3年連続日本一を記録）。
- 1967年（昭和42年） - 科学技術庁、大湊港を原子力船母港に決定。
- 1968年（昭和43年）5月 - 十勝沖地震が発生。県内で、死者・行方不明者48名、建物全壊646棟、半壊2,885棟、津波による建物浸水529棟。
- 1971年（昭和46年）4月 - むつ小川原開発会社設立。
- 1972年（昭和47年）6月 - むつ小川原開発第1次基本計画が策定。同年12月より用地買収開始。
- 1973年（昭和48年） - 県内のホタテ水揚量のうち、初めて養殖ホタテが地まきホタテの水揚量を上回る（その後は養殖ホタテが主流）。
- 1974年（昭和49年） - 県外への出稼労働者80,486人（歴代最高。その後は漸減）。
- 1975年（昭和50年）8月 - 岩木山蔵助沢で土石流が発生。岩木町（現：弘前市）百沢地区で死者22名、重軽傷者31名、全壊流出家屋17戸、半壊9戸。
- 1979年（昭和54年）9月 - 東北自動車道青森ICが開業（東北自動車道全線開通は1987年9月）。
- 1980年（昭和55年）
  - 自衛隊車力ミサイル基地発足。
  - 5月 むつ小川原国家石油備蓄基地着工
- 1983年（昭和58年）
  - 5月 日本海中部地震が発生。県内で、死者17名、負傷者25名、建物全壊447棟、半壊865棟、津波による建物浸水62棟。
  - 県人口1,529,269人（歴代最高。その後は漸減）。
- 1985年（昭和60年）
  - 核燃料サイクル施設、六ヶ所村に立地決定。
  - 米空軍三沢基地へのF-16戦闘機配置が開始。
  - 3月 - 青函トンネル本坑貫通。
  - 夏 - 冷夏、青森県の作況指数は47。
  - 9月 - むつ小川原国家石油備蓄基地完成。
- 1986年（昭和61年）11月 - 八戸自動車道八戸ICが開業（東北自動車道との接続は1989年9月）。
- 1987年（昭和62年）7月 - 現在の青森空港が供用開始。
- 1988年（昭和63年）
  - 3月 - 青函トンネル営業開始。これに伴い青函連絡船営業廃止（青函フェリーはその後も運航されている）。
  - 7月9日から9月18日まで - 青函トンネル開通記念博覧会が行われた。マスコットは「シャコちゃん」。エアドームの愛称は「夢来ちゃん」。
  - 10月 - ウラン濃縮工場着工。
- 1991年（平成3年）9月 - 台風19号によるリンゴ落下（被害面積22,400ha）。最大瞬間風速は青森市で53.9m/s。
- 1992年（平成4年）
  - 原子力船むつ解体。
  - 4月 - 三内丸山遺跡発掘調査開始。
  - 3月 - ウラン濃縮工場操業開始。
- 1993年（平成5年）
  - 4月 - 核燃料再処理工場着工。
  - 夏 - 冷夏、青森県の作況指数は28、特に太平洋側は皆無作。
  - 12月 - 白神山地、ユネスコ世界遺産に登録。
- 1994年（平成6年）
  - 8月 - 三内丸山遺跡の永久保存と活用が決定。八戸港に国際定期コンテナ航路（東南アジア航路）が開設。
  - 12月 - 三陸はるか沖地震が発生。県内で、死者3名、負傷者783名、住家全壊72棟、半壊427棟。
- 1995年（平成7年）4月 - 青森空港にソウル線（韓国）とハバロフスク線（極東ロシア）が開設される。
- 1997年（平成9年）
  - 3月 - 三内丸山遺跡が史跡に指定（2000年11月に特別史跡に指定）。
  - 6月 - 是川遺跡 から出土した合掌土偶が重要文化財に指定（2009年7月に国宝に指定）。
  - 10月 - 第1回北東北知事サミット、十和田湖岸で開催。
- 2000年（平成12年）
  - 10月 - 第4回北海道・北東北知事サミット、黒石市内で開催。
  - 11月 - 岩手・青森県警察合同捜査本部による青森・岩手県境の産業廃棄物不法投棄の強制捜査。
- 2001年（平成13年）
  - 8月 - 弘前市で全国高等学校ファッションデザイン選手権大会（通称：ファッション甲子園）が開催（以後、毎年開催）。
  - 10月 - 青森県住宅供給公社巨額横領事件が仙台国税局の税務調査において発覚。
- 2002年（平成14年）12月 - 東北新幹線盛岡 - 八戸駅間開業。同日、東北本線目時 - 八戸間の施設を保有、運営は第三セクター青い森鉄道に移管。
- 2003年（平成15年）2月 - 2003年アジア冬季競技大会開催。
- 2005年（平成17年）11月 - 仏沼がラムサール条約に登録される。
- 2006年（平成18年）1月 - 2月 平成18年豪雪の被害を受ける。
- 2008年（平成20年）12月 - 十和田湖湖面の青森・秋田県境が確定。青森県の県境が確定。
- 2009年（平成21年）1月 - 県内の縄文遺跡が、「北海道・北東北を中心とした縄文遺跡群」としてユネスコ世界遺産の暫定一覧表に記載。
- 2010年（平成22年）12月 - 東北新幹線八戸 - 新青森駅間開業。東北新幹線全線開通。同日、東北本線八戸 - 青森駅間の施設を保有、運営は青い森鉄道に移管。
- 2011年（平成23年）3月11日 - 東北地方太平洋沖地震（東日本大震災）が発生。死者3名。
- 2013年（平成25年）5月 - 陸中海岸国立公園に種差海岸階上岳県立公園および八戸市鮫町の2地区を編入の上、三陸復興国立公園に改称。
- 2016年（平成28年）3月 - 北海道新幹線新青森 - 新函館北斗駅間開業。
- 2021年（令和3年）7月 - 三内丸山遺跡、是川遺跡、小牧野遺跡、亀ヶ岡石器時代遺跡、田小屋野貝塚、大森勝山遺跡、二ツ森貝塚、大平山元I遺跡が、「北海道・北東北の縄文遺跡群」として、ユネスコ世界遺産（文化遺産）に登録。
- 2025年（令和7年）3月31日 - 地域県民局廃止[26]。

## 人口
1920年（大正9年）東北地方では最も少ない75万人であったが、その後は増加傾向が続き、1940年（昭和15年）に100万人を超えた。1955年（昭和30年）に秋田県、山形県の人口を上回り、1965年（昭和40年）に岩手県を超えて東北地方では宮城県、福島県に次いで3番目の人口規模になった。
1983年（昭和58年）、青森県の人口は過去最高の153.0万人に達した。しかし出生数の低下と転出者の増加により、1984年から人口減少が続いている。
2022年（令和4年）1月時点の県の推定人口は約122万人で、ピーク時より31万人減少した。特に2000年以降は合計で26万人減少し、人口規模は1950年の水準より低くなっている。
| |                                        |  |
| 青森県と全国の年齢別人口分布（2005年） | 青森県の年齢・男女別人口分布（2005年） |  |
| ■紫色 ― 青森県 ■緑色 ― 日本全国 | ■青色 ― 男性 ■赤色 ― 女性              |  |
| 青森県（に相当する地域）の人口の推移 \| 1970年（昭和45年） \| 1,427,520人 \| \| \| 1975年（昭和50年） \| 1,468,646人 \| \| \| 1980年（昭和55年） \| 1,523,907人 \| \| \| 1985年（昭和60年） \| 1,524,448人 \| \| \| 1990年（平成2年） \| 1,482,873人 \| \| \| 1995年（平成7年） \| 1,481,663人 \| \| \| 2000年（平成12年） \| 1,475,728人 \| \| \| 2005年（平成17年） \| 1,436,657人 \| \| \| 2010年（平成22年） \| 1,373,339人 \| \| \| 2015年（平成27年） \| 1,308,265人 \| \| \| 2020年（令和2年） \| 1,237,984人 \| \| |                                        |  |
| 総務省統計局 国勢調査より |                                        |  |
| 1970年（昭和45年） | 1,427,520人                            |  |
| 1975年（昭和50年） | 1,468,646人                            |  |
| 1980年（昭和55年） | 1,523,907人                            |  |
| 1985年（昭和60年） | 1,524,448人                            |  |
| 1990年（平成2年） | 1,482,873人                            |  |
| 1995年（平成7年） | 1,481,663人                            |  |
| 2000年（平成12年） | 1,475,728人                            |  |
| 2005年（平成17年） | 1,436,657人                            |  |
| 2010年（平成22年） | 1,373,339人                            |  |
| 2015年（平成27年） | 1,308,265人                            |  |
| 2020年（令和2年） | 1,237,984人                            |  |

### 青森県人口動態
近年は概ね秋田県に次ぐ減少率(全国46位)で推移している。1980年頃までは全国でも中位の人口増加率で推移した。1980年代に入ると東北新幹線盛岡開通,東北自動車道開通や青函トンネル開通の事情もあり、1985年から1990年までの人口減少率は全国ワーストを記録した。1990年代は人口流失が収束して一時は人口増加に転じるなど安定して推移したが、2000年以降は人口減少が大幅に拡大している。
| 実施年 | 人口（人） | 増減人口（人） | 人口増減率(%) | 国内増減率(%) | 増加率全国順位 |
| ------ | ---------- | -------------- | ------------- | ------------- | -------------- |
| 1960年 | 1,426,606  | -              | -             | -             | -              |
| 1965年 | 1,416,591  | 10,015         | 0.70          | 5.20          | 25位           |
| 1970年 | 1,427,520  | 10,929         | 0.77          | 5.54          | 26位           |
| 1975年 | 1,468,646  | 41,126         | 2.88          | 7.92          | 31位           |
| 1980年 | 1,523,907  | 55,261         | 3.76          | 4.57          | 22位           |
| 1985年 | 1,524,448  | 541            | 0.04          | 3.40          | 45位           |
| 1990年 | 1,482,873  | 41,575         | 2.73          | 2.12          | 47位           |
| 1995年 | 1,481,663  | 1,210          | 0.08          | 1.58          | 36位           |
| 2000年 | 1,475,728  | 5,935          | 0.40          | 1.08          | 33位           |
| 2005年 | 1,436,657  | 39,071         | 2.65          | 0.66          | 45位           |
| 2010年 | 1,373,339  | 63,318         | 4.41          | 0.23          | 46位           |
| 2015年 | 1,308,265  | 65,074         | 4.74          | 0.75          | 45位           |
| 2020年 | 1,237,984  | 70,281         | 5.37          | 0.75          | 45位           |

### 出生・死亡
青森県の出生数は、ベビーブームの1949年（昭和24年）の51,475人をピークに減少している。県の出生数は1975年（昭和50年）には約2.4万人だったが、2000年（平成12年）には1,2万人になり、この四半世紀で半減した。さらに、2009年（平成21年）に初めて1万人を割り、長期的な出生数の低下傾向が続いている。合計特殊出生率は1975年（昭和50年）には2.0人だったが長期間低下し続けた結果、2009年（平成21年）に過去最低の1.26人を記録した。2010年（平成22年）に1.30人で、全国平均値と同程度で推移している。
一方、死亡数は増加し続けている。戦後から昭和の終わりにかけて長らく毎年1万人前後だったが、平成期からは徐々に増加し、2008年（平成20年）に初めて1.5万人を超えた。県では1999年（平成11年）以降、死亡数が出生数を上回る自然減の状態が続いている。
| 西暦   | 出生数   | 死亡数   | 自然増加数 | 合計特殊 出生率 |
| ------ | -------- | -------- | ---------- | --------------- |
| 1975年 | 24,031人 | 9,546人  | 14,485人   | 2.00            |
| 1980年 | 21,761人 | 10,052人 | 11,709人   | 1.85            |
| 1985年 | 19,095人 | 10,547人 | 8,548人    | 1.80            |
| 1990年 | 14,635人 | 10,812人 | 3,823人    | 1.56            |
| 1995年 | 13,972人 | 12,496人 | 1,476人    | 1.56            |
| 2000年 | 12,920人 | 13,147人 | △227人     | 1.47            |
|        |          |          |            |                 |
| 2005年 | 10,524人 | 14,882人 | △4,358人   | 1.29            |
| 2006年 | 10,556人 | 14,733人 | △4,177人   | 1.31            |
| 2007年 | 10,162人 | 14,968人 | △4,806人   | 1.28            |
| 2008年 | 10,187人 | 15,400人 | △5,213人   | 1.30            |
| 2009年 | 9,523人  | 15,387人 | △5,864人   | 1.26            |
| 2010年 | 9,711人  | 16,030人 | △6,319人   | 1.30            |
| 2011年 | 9,559人  | 16,254人 | △6,695人   | --              |

### 転出・転入
青森県の転出転入数は、1975年以降では1985年の11,877人の転出超過をピークに、2005年以降では概ね3,500人から10,000人台で推移している。なお、2000年までは県内移動者数も含まれた数値になっている。青森県の転出超過率は全国的にも高い水準である。
| 西暦   | 転入数   | 転出数   | 社会増加数 | 転入超過率         |
| ------ | -------- | -------- | ---------- | ------------------ |
| 1975年 | 75,382人 | 77,942人 | △2,560人   | △0.18%             |
| 1980年 | 72,882人 | 78,466人 | △5,584人   | △0.37%             |
| 1985年 | 65,855人 | 77,732人 | △11,877人  | △0.78%             |
| 1990年 | 62,566人 | 72,893人 | △10,327人  | △0.69%             |
| 1995年 | 61,613人 | 62,554人 | △ 941人    | △0.06%             |
| 2000年 | 55,299人 | 57,939人 | △2,640人   | △0.18%             |
|        |          |          |            |                    |
| 2005年 | 24,596人 | 32,077人 | △7,481人   | △0.50%（全国46位） |
| 2006年 | 23,778人 | 33,002人 | △9,224人   | △0.66%（全国47位） |
| 2007年 | 23,075人 | 33,068人 | △9,993人   | △0.73%（全国47位） |
| 2008年 | 22,906人 | 31,479人 | △8,573人   | △0.67%（全国47位） |
| 2009年 | 23,167人 | 29,453人 | △6,286人   | （全国47位）       |
| 2010年 | 21,808人 | 26,907人 | △5,099人   | △0.37%（全国47位） |
| 2011年 | 21,937人 | 25,393人 | △3,456人   | △0.26%             |

2001年以降から転入、転出に県内移動者を含まない
転入超過率とは「県内への転入者」と「県外への転出者」の比率。マイナスは転出超過を表す

#### 県外移動後の住所地（2008年）
青森県転出者総数 29,494名
- 東京 5308名 (18.0%)
- 宮城 3539名 (12.0%)
- 神奈川 3273名 (11.1%)
- 埼玉 2271名 (7.7%)
- 北海道 2241名 (7.6%)

#### 年齢別県外転出入の状況

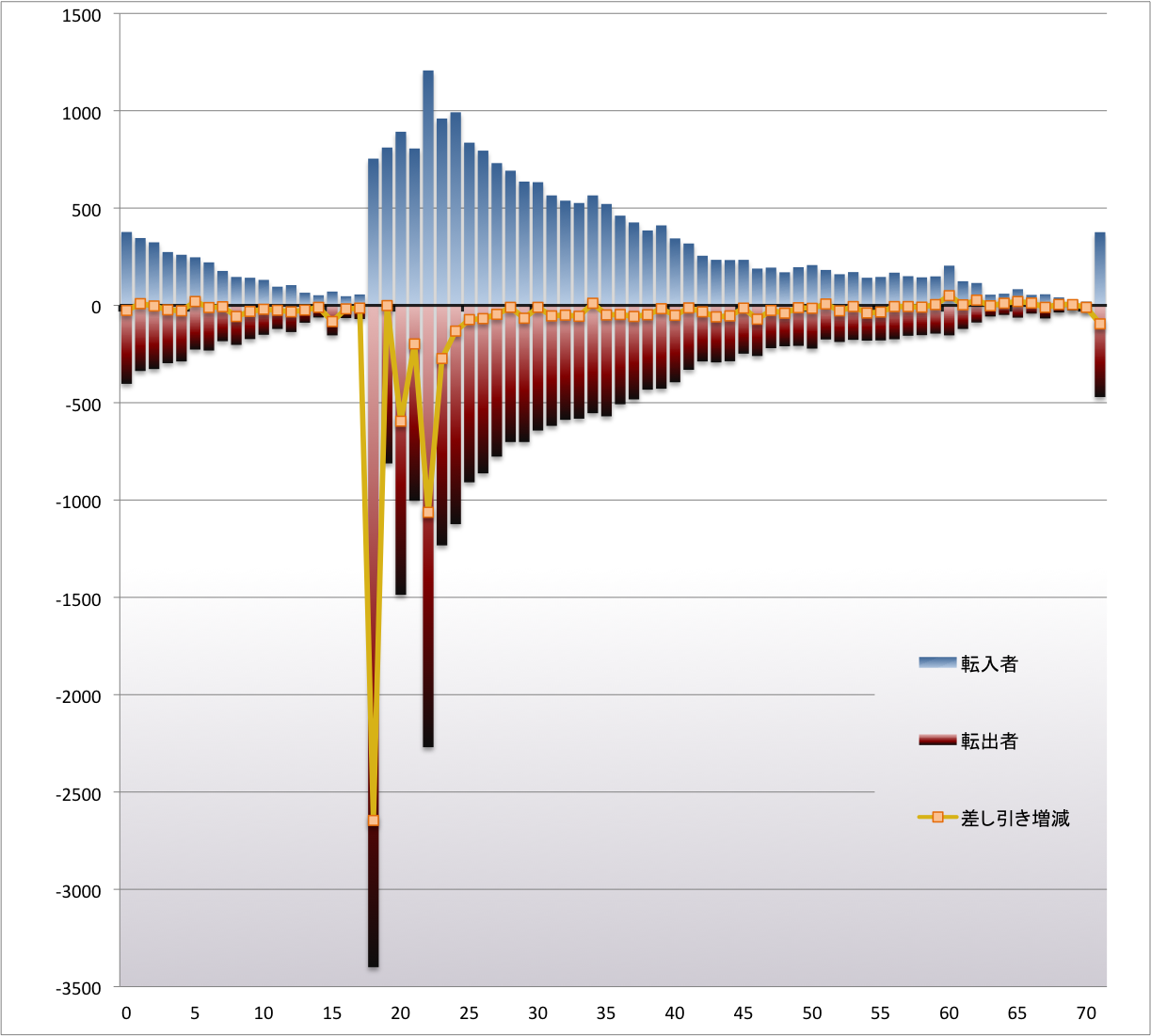
年齢別県外転出入の状況 青森県（2009年）

青森県は若年層の人口流出が他の年齢層に比べ非常に多い。右の図に示すように、特に高校卒業の18歳、20歳、大学卒業後の22歳の転出が多く、転出超過が他の年齢層に比べ顕著である。青森県教育委員会の高校生を対象にした進路調査によると、大学進学者の64.8%、就職者の54.3%が県外へ転出する。また、本県の22歳の転出は2270人で、高校卒業時に次いで多い。青森県全体の転入超過率においても全国の中で最低であり、最も転出が多い県である。2005年から2008年までの転入から転出を引いた差は毎年平均で−9263人以上になる。
若年層に限ると、毎年3月から4月にかけて高校卒業と同時に就職、進学などで約5600人の若者が県外へ流出している。2009年の20歳から24歳までの転出者7118人のうち60.7%は他県への就職を理由に、青森県を去っている。他の年齢層は転勤の理由が一番多い。

### 平均寿命・平均余命
総務省統計局の『社会生活統計指標2012』によると、2005年の調査では、本県の平均寿命は、男性76.27歳（全国平均：78.56歳）、女性84.80歳（全国平均：85.52歳）で全国最下位となった。1995年の調査よりも男性で約1年、女性で2.2年寿命が延びた。また、2005年の市町村生命表（全国の市町村別の平均寿命調査）によると、男性の平均寿命は全国の自治体の下位2位に板柳町75.2歳、3位:位鰺ヶ沢町75.2歳、4位:五所川原市75.5歳、6位:田舎館村75.6歳、7位:藤崎町75.6歳、8位:平川市75.6歳、9位:中泊町75.6歳の順となり、主に津軽地方の自治体が上位を独占した。女性では、下位2位に大鰐町83.1歳が入った。
平均寿命の順位が低いことから、青森は「短命県」と呼ばれる。原因としては過度の塩分摂取や喫煙・飲酒、野菜・運動不足、病院嫌いの傾向が挙げられており、出汁を活用した減塩呼び掛けなどの対策が行われている。
県の平均余命は、2005年の0歳、20歳、40歳、65歳、75歳の各年齢別で男女とも全ての順位が全国最下位になった。
| 西暦   | 男性平均寿命        | 女性平均寿命        |
| ------ | ------------------- | ------------------- |
| 1965年 | 65.32歳（全国47位） | 71.77歳（全国47位） |
| 1970年 | 67.82歳（全国47位） | 74.68歳（全国47位） |
| 1975年 | 69.69歳（全国47位） | 76.50歳（全国47位） |
| 1980年 | 71.41歳（全国47位） | 78.39歳（全国47位） |
| 1985年 | 73.05歳（全国47位） | 79.90歳（全国47位） |
| 1990年 | 74.18歳（全国47位） | 81.49歳（全国47位） |
| 1995年 | 74.71歳（全国47位） | 82.51歳（全国47位） |
| 2000年 | 75.67歳（全国47位） | 83.69歳（全国47位） |
| 2005年 | 76.27歳（全国47位） | 84.80歳（全国47位） |

|      | 男性の平均余命      | 女性の平均余命      |
| ---- | ------------------- | ------------------- |
| 0歳  | 76.27歳（全国47位） | 84.80歳（全国47位） |
| 20歳 | 56.79歳（全国47位） | 65.26歳（全国47位） |
| 40歳 | 37.88歳（全国47位） | 45.74歳（全国47位） |
| 65歳 | 17.04歳（全国47位） | 22.77歳（全国47位） |
| 75歳 | 10.39歳（全国47位） | 14.45歳（全国47位） |

### 市町村の人口統計
2020年の国勢調査によると、青森県の人口は2015年に比べ70,281人減、人口増加率は-5.4%と減少し、95%の自治体で人口が減少した。市部では2015年の人口1,013,321人に対し2020年に人口965,568人になり、−47,753人、増加率は−4.7%。郡部では、2015年、294,944人に対し、2020年に272,446人になり、−22,498人、増加率は-7.6%。人口減少率の高い順に風間浦村−17.2%、佐井村−16.8%、今別町−15.3%。人口が増加した自治体は、六戸町0.5%増、おいらせ町0.2%増のみだった。

青森県の地方自治体の人口増加率分布図。2015年度と2020年度国勢調査から算出した。
増加
0.0 - 2.5 %
減少
0.0 - 2.5 %
2.5 - 5.0 %
5.0 - 7.5 %
7.5 - 10.0 %
10.0 % 以上

| 増加 0.0 - 2.5 % | 減少 0.0 - 2.5 % 2.5 - 5.0 % 5.0 - 7.5 % 7.5 - 10.0 % 10.0 % 以上 |

|    | 市町村     | 2020年（人） | 2015年（人） | 増減人口（人） | 増減率（%） |
| -- | ---------- | ------------ | ------------ | -------------- | ----------- |
| 1  | 青森市     | 275,192      | 287,648      | −12,456        | −4.3        |
| 2  | 弘前市     | 168,466      | 177,411      | −8,945         | −5.0        |
| 3  | 八戸市     | 223,415      | 231,257      | −7,842         | −3.4        |
| 4  | 黒石市     | 31,946       | 34,284       | −2,338         | −6.8        |
| 5  | 五所川原市 | 51,415       | 55,181       | −3,766         | −6.8        |
| 6  | 十和田市   | 60,378       | 63,429       | −3,051         | −4.8        |
| 7  | 三沢市     | 39,152       | 40,196       | −1,044         | −2.6        |
| 8  | むつ市     | 54,103       | 58,493       | −4,390         | −7.5        |
| 9  | つがる市   | 30,934       | 33,316       | −2,382         | −7.1        |
| 10 | 平川市     | 30,567       | 32,106       | −1,539         | −4.8        |
| 11 | 平内町     | 10,126       | 11,142       | −1,016         | −9.1        |
| 12 | 今別町     | 2,334        | 2,756        | −422           | −15.3       |
| 13 | 蓬田村     | 2,540        | 2,896        | −356           | −12.3       |
| 14 | 外ヶ浜町   | 5,401        | 6,198        | −797           | −12.9       |
| 15 | 鰺ヶ沢町   | 9,044        | 10,126       | −1,082         | −10.7       |
| 16 | 深浦町     | 7,346        | 8,429        | −1,083         | −12.8       |
| 17 | 西目屋村   | 1,265        | 1,415        | −150           | −10.6       |
| 18 | 藤崎町     | 14,573       | 15,179       | −606           | −4.0        |
| 19 | 大鰐町     | 8,665        | 9,676        | −1,011         | −10.4       |
| 20 | 田舎館村   | 7,326        | 7,783        | −457           | −5.9        |
| 21 | 板柳町     | 12,700       | 13,935       | −1,235         | −8.9        |
| 22 | 鶴田町     | 12,074       | 13,392       | −1,318         | −9.8        |
| 23 | 中泊町     | 9,657        | 11,187       | −1,530         | −13.7       |
| 24 | 野辺地町   | 12,374       | 13,524       | −1,150         | −8.5        |
| 25 | 七戸町     | 14,556       | 15,709       | −1,153         | −7.3        |
| 26 | 六戸町     | 10,477       | 10,423       | +54            | +0.5        |
| 27 | 横浜町     | 4,229        | 4,535        | −306           | −6.7        |
| 28 | 東北町     | 16,428       | 17,955       | −1,527         | −8.5        |
| 29 | 六ヶ所村   | 10,367       | 10,536       | −169           | −1.6        |
| 30 | おいらせ町 | 24,273       | 24,222       | +51            | +0.2        |
| 31 | 大間町     | 4,718        | 5,227        | -509           | −9.7        |
| 32 | 東通村     | 5,955        | 6,607        | −652           | −9.9        |
| 33 | 風間浦村   | 1,636        | 1,976        | −340           | −17.2       |
| 34 | 佐井村     | 1,788        | 2,148        | −360           | −16.8       |
| 35 | 三戸町     | 9,082        | 10,135       | −1,053         | −10.4       |
| 36 | 五戸町     | 16,042       | 17,433       | −1,391         | −8.0        |
| 37 | 田子町     | 4,968        | 5,554        | −586           | −10.6       |
| 38 | 南部町     | 16,809       | 18,312       | −1,503         | −8.2        |
| 39 | 階上町     | 13,496       | 14,025       | −529           | −3.8        |
| 40 | 新郷村     | 2,197        | 2,509        | −312           | −12.4       |
| -  | 青森県     | 1,237,984    | 1,308,265    | −70,281        | −5.4        |

## 政治

### 県政
- 知事:宮下宗一郎（みやした そういちろう、1期目）

#### 財政
非常に厳しい状態であったが、近年は取り組みの成果もあり改善傾向にある。
平成19年度
- 財政力指数 0.31
  - IIIグループ（財政力指数0.3以上、0.4未満）11自治体中8位

平成18年度
- 財政力指数 0.29
  - IVグループ（財政力指数0.3未満）10自治体中1位

平成17年度
- 財政力指数 0.27
  - IVグループ（財政力指数0.3未満）14自治体中5位

平成16年度
- 財政力指数 0.26
  - IVグループ（財政力指数0.3未満）15自治体中5位

### 国政
衆議院の小選挙区が3。参議院では、全県で1区（1人区）を構成している。
- 衆議院（2021年〈令和3年〉改選）
  - 青森県第1区：江渡聡徳（自民）
  - 青森県第2区：神田潤一（自民）
  - 青森県第3区：木村次郎（自民）
- 参議院（定数2）
  - 2019年（令和元年）改選：滝沢求（自民）
  - 2022年（令和4年）改選：田名部匡代（立憲）

### 軍事
青森県は本州最北端の地であり、重要な防衛拠点であるため日米の軍事施設が集中している。中でも津軽海峡はチョークポイントの一つで、国際海峡に指定されている最重要海域の一つである。津軽海峡は国際海峡（特定海域）、すなわち中央部は公海であるため、他国の核兵器を搭載した潜水艦や軍艦の航行、および、津軽海峡上空の軍用機の通過が可能である。そのため、突発的な戦闘に対する専守防衛には、津軽海峡に面した警備所と、近接する後方基地が必要であり、青森県には海上自衛隊の拠点が置かれている。県内には、陸・海・空自衛隊が配備され、アメリカ空軍も駐留するなど重要な防衛拠点として、青森県をはじめとして北日本全般の防衛を担っている。なお、同一都道府県内に陸海空三自衛隊の将が駐在しているのは、東京都を除くと青森県だけである。（陸将：第9師団長、海将：大湊地方総監、空将：北部航空方面隊司令官）
- 陸上自衛隊は、普通科連隊などが青森市と弘前市に、ヘリコプター部隊が八戸市に駐屯地している。
- 海上自衛隊は、大湊地方総監部、大湊航空基地がむつ市に、八戸航空基地が八戸市にある。
- 航空自衛隊は、三沢基地が三沢市にありアメリカ空軍と共同使用しているほか、むつ市、つがる市にレーダーサイトを設置している。

また各地に実弾演習場、射爆場、猿ヶ森砂丘の試験所などの広大な軍事演習場、実験場が置かれている。
また、戦後の冷戦時代には仮想敵国のソ連が実効支配するサハリンや北方四島と近接する北海道に陸上自衛隊の主力拠点が置かれたが、長距離爆撃機・ミサイル以外では航空基地攻撃に遭わない程度に離れた三沢市には支援戦闘機の基地が置かれた。
このような背景から、海・空においては北海道を含めた領域の拠点が青森県に置かれている。
陸に関しては、北海道が奪取された場合を考えての基地配備となっており、本州防衛のための前線基地とされている。そのため、方面総監部（上位の司令部）は、後方の仙台に置かれている。
なお、海上保安庁による沿岸警備に関しては宮城県の塩竈市にある第二管区海上保安本部の管轄となっている。

#### 自衛隊
陸上自衛隊
第9師団
- 県内駐屯地 : 青森（師団司令部）、弘前、八戸

海上自衛隊
大湊地方隊
- 津軽海峡・宗谷海峡と青森県以北の沿岸海域を警備。総監部所在地は大湊（むつ市）
- 県内の基地：大湊基地（地方総監部）、竜飛警備所

第2航空群
- 八戸航空基地（第2航空群司令部・第2航空隊）　日本最北端に位置する固定翼機の離着陸が可能な海上自衛隊の航空基地。

第21航空群第25航空隊
- 大湊航空基地（第25航空隊）

航空自衛隊
北部航空方面隊
- 北海道および北東北3県を警備。方面隊司令部が三沢（三沢市）に所在。
- 三沢基地（方面隊司令部・第3航空団・第6高射群）、大湊分屯基地（むつ市）、東北町分屯基地（東北町）、車力分屯基地（つがる市）

#### 在日米軍
第5空軍第35戦闘航空団
三沢飛行場に駐屯

#### 軍事史
- 1871年9月 東北鎮台隷下の陸軍歩兵第5連隊、青森に駐屯。
- 1896年 陸軍第8師団、弘前に駐屯。
- 1899年8月 大湊水雷団創設。
- 1902年1月 歩兵第5連隊第2大隊、八甲田山雪中遭難。
- 1902年11月 大湊要港部が設置。
- 1905年 第8師団が日露戦争に従軍、黒溝台会戦で死傷6300人。
- 1922年6月13日 第8師団がシベリア出兵。
- 1941年11月 大湊要港部、警備府へ昇格。
- 1945年
  - 7月 青森、八戸、三沢、大湊など空襲、青函連絡船7隻沈没、青森市での死傷者1769名。
  - 9月 米第七艦隊、大湊に入港（8日）。米陸軍、旧日本海軍三沢飛行場を接収して三沢基地に。
- 1953年9月 保安庁警備隊大湊地方隊が編成。
- 1956年12月 陸上自衛隊第9混成団が編成（1962年8月第9師団に改編）。
- 1957年 海上自衛隊大湊地方隊八戸航空隊が編成（1961年第2航空群に改編）。
- 1958年8月 三沢に航空自衛隊北部航空方面隊が編成。
- 1985年2月 米空軍三沢基地にF-16戦闘機配備。
- 1997年7月 第9師団第5普通科連隊のレンジャー訓練中、八甲田山中で二酸化炭素ガス中毒事故。
- 2002年
  - 6月 大湊基地の護衛艦「せとぎり」がインド洋派遣（テロ対策特別措置法）。
  - 9月 第9師団が東ティモール派遣（国連平和維持活動）。
- 2003年8月 第9師団がゴラン高原派遣（国連平和維持活動）。
- 2004年8月 第9師団がイラク派遣（イラク特措法に基づく）。
- 2006年
  - 5月 大湊基地でミサイル艇誤射事件。
  - 6月 航空自衛隊車力分屯基地に米軍Xバンド・レーダー・システムを配備。
- 2009年10月 大湊基地の護衛艦「はまぎり」がアフリカ・ソマリア沖派遣（海賊対処法）。
- 2010年2月 第9師団、第2航空群がそれぞれジブチ（ソマリア沖）派遣 （海賊対処法）。
- 2010年8月 第9師団がハイチ派遣（国際緊急援助隊）。
- 2025年（令和7年）3月24日：大湊地方隊が横須賀地方隊に統合され大湊地区隊に縮小。

### その他
一部の地域では政争が激しく、八戸市をほぼ二分する政争が「八戸戦争」、津軽地方での激しい選挙戦が「津軽選挙」とそれぞれ呼ばれる。
青森県立施設の一極集中問題とは、「青森県が設置する県有施設のうち、文化、芸術、スポーツ、医療機関、福祉などの住民サービスを行う施設が青森市に集中している」と、県議会や、1994年に会報誌の提言のページでなされた主張である。

## 経済・産業

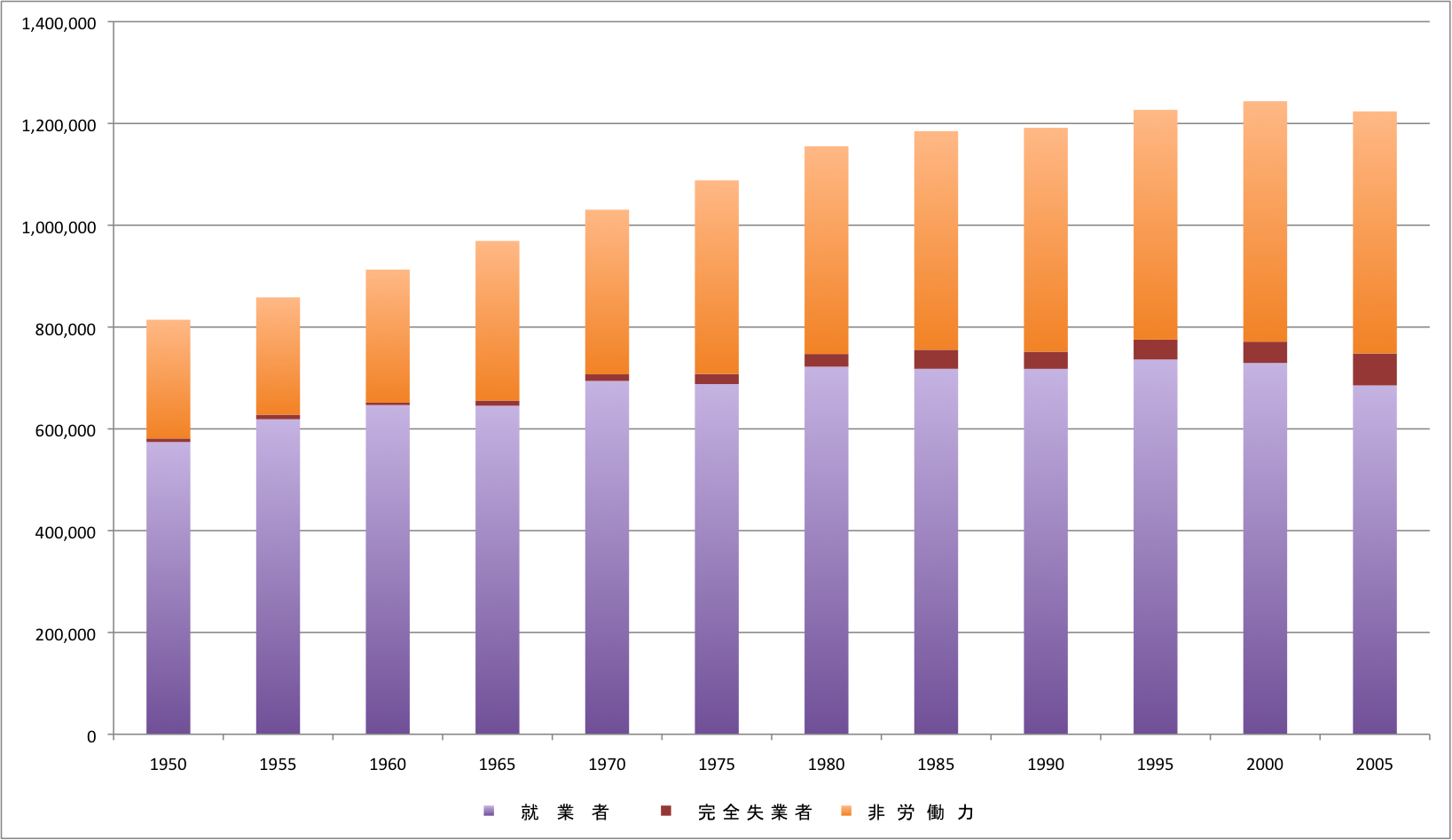
青森県労働状態（国勢調査）

青森県は製造業を中心とする第二次産業の比重よりも、農林水産業（第一次産業）の比重が高い。食料自給率が100%（カロリーベース：概算値）を超えている数少ない県のうちの一つである。
県内総生産
青森県の県内総生産（名目）は4兆6238億8600万円で、全国第28位（2006年度）。オマーンの国内総生産 (GDP) と同程度。産業別生産額とその構成比は、第一次産業が2039億7900万円 (4.2%)、第二次産業が1兆1308億4800万円 (23.5%)、第三次産業が3兆4703億6100万円 (72.2%) となっている。全国に比べ、農林水産業の比率が高く、製造業の比率が低い。
県民所得
県民所得は3兆4752億円。一人当たり県民所得は244万3000円で、全国第37位（2006年度）。
就業者数

就業者数は68万5401人（2005年国勢調査）。産業別就業者数とその構成比は、第一次産業が9万5725人 (14.0%)、第二次産業が14万6847人 (21.4%)、第三次産業（分類不能を含む）が44万2829人 (64.6%) となっている。第一次産業就業者比率は全国で最も高い。

### 農業
青森県の農業生産地は日本国内有数の生産高である。平成18年（2006年）農林水産統計によると、農業産出額は2,885億円。食料自給率は118%（カロリーベース：概算値）であり、北海道や岩手県、秋田県、山形県などと共に、自給率 100% を超える数少ない県の一つである。津軽平野、南部平野と、山岳に富んだ地形であり、地域によって気候が大きく異なっているため、地域特性にあった農業が営まれている。野菜生産額全体では、平成15年全国で14位。東北では10年連続第1位。青森県が生産上位になっている主な品目と主要産地は、リンゴ（弘前市ほか）、ニンニク（十和田市）、カシス（青森市）、ナガイモ（三沢市）など。
全国的にとくに有名なのはリンゴであるが、青森を代表する品種としてはふじが知られる。ふじは育成地である藤崎町の「ふじ」を取って名付けられた。糖度は 14 - 16%。室温では4か月、冷蔵では7か月保存可能。リンゴ栽培は生産量日本一の弘前市を中心とする津軽地方で盛んだが、三戸郡・上北郡を中心とした南部地方でも行われている。最大の輸出対象国である台湾は輸出リンゴの9割を消費する。
リンゴ以外の果物ではサクランボ（南部町、名川町）、モモ、ブルーベリー（南部地方） 、アンズ （南部町、八戸市、五戸町）、 ウメ （南部町、三戸町）、メロン（津軽地方）、スイカ（津軽地方）など
スイカは昭和40年、生産母体の屏風山蔬菜生産組合が組織され、昭和44年に「屏風山西瓜」の名で商標登録がされている。平成15年には栽培履歴をホームページで公開し、「屏風山ブランド」を確立している。モモは古くから南部地方・三八地域を中心に栽培されているが、最近は津軽地方・中南地域でもモモの栽培に取り組む農家が多い。特に平川市は旧平賀町時代の平成16年、リンゴの価格低迷と早生りんごの台風リスク回避を目的に、当時のリンゴ農家12名が中心となってモモ栽培に取り組み始めている。傍ら、平成19年度より生産母体となる津軽もも生産部会を設立するなど、津軽地方では本格的に産地化に向けて動き出している。現在、津軽地方を中心に栽培されるモモは数種類の品種が存在し、「津軽の桃」ブランドを確立している。「津軽の桃」の出荷は8月上旬から10月上旬ごろまでで、様々な品種の出荷リレーによって、約2ヶ月間出荷することが可能となっている。アンズは南部町で「八助（はちすけ）」と呼ばれる品種を栽培している。現在、新潟県原産の「新潟大実（にいがたおおみ）」という品種も栽培されている。青森県のウメの生産は全国6位の生産量 を誇り、関東・関西のウメ加工業者が買い付けに訪れる。同地では「豊後（ぶんご） 」と呼ばれる品種を栽培している。
他にはゴボウ （三沢市）、大根、カブ、菜の花（横浜町）などでも知られる。畜産も盛んであり特にブロイラーの生産が盛ん。岩手県との県境に近い三八上北地域に多く、両県に跨るため都道府県ごとの統計データでは少なく見えるが、地域としては九州南部（鹿児島県、宮崎県）に次ぐ全国屈指の産地となっている。ブランド鶏として青森シャモロックがある。採卵鶏と養豚の出荷量も全国10位以内に入る。変わったところではフォアグラがある。また馬産地であり、競走馬の生産頭数は北海道に次いで多い。

### 林業
全国的に高級木材で知られるヒノキには不適であり一般的に植栽されないが、ヒノキに近いヒバの大産地として知られ全国の蓄積量の8割が県内にある。青森のヒバは秋田のスギ、岩手のアカマツと並ぶ北東北のブランド木材である。針葉樹ではスギ、アカマツ、カラマツも多く植えられている。特にスギは鰺ヶ沢町が天然分布の北限とみられている。多雪地で優勢になるブナは県西部の白神山地が世界遺産に指定されたことで広大な面積で残っている。

### 水産業
- 三方を海に囲まれて、真ん中に陸奥湾を抱え、合計4つの暖流・寒流が流れ込む青森県は水産業も盛んである。
- 主要魚種は、イカ類、ホタテ、ヒラメ、カレイ類
- 特に陸奥湾は、ホタテ、ナマコ、ヒラメ、トゲクリガニの漁場
- 津軽海峡で獲れるマグロは高級マグロとして首都圏に向け、出荷される。特に大間町産のものは「大間のマグロ」としてブランド化されている。
- 八戸港は、日本でも1、2位の漁獲高である。主な水揚げはイカ、サバなど。ちくわ、塩辛など水産加工業も盛ん。
- しじみ（十三湖、小川原湖） - 2011年（平成23年）から2013年（平成25年）まで3年連続で日本一の水揚げ量であったが、2014年（平成26年）は3350トンで島根県に次ぐ第2位となった[51]。

### 商工業

#### 食品・飲料メーカー
農作物の産物を利用した食品加工業が盛んである。地酒の蔵元も多い。
- 青森県りんごジュース (Shiny)
- 青森県農村工業農業協同組合連合会（JAアオレン）
- 上北農産加工
- ワダカン
- 太子食品
- かねさ
- ヤマヨ
- ヤマモト食品
- 味の加久の屋
- 鎌田屋商店
- かくみつ食品
- 工藤パン

#### 製造業
県南の八戸市は県内で一番工業が盛んであり、三菱製紙、大平洋金属などが操業、八戸セメントでは同市内にある八戸鉱山から採掘した石灰石を利用したセメントを製造している。他に、県内各所で精密機械関係も盛んになってきている。
- テフコ青森 - 時計文字盤用電着時字

#### 小売業
- さくら野百貨店
- 紅屋商事
- マエダ
- ユニバース

### エネルギー産業
- 水力発電：県内には総出力10,000kW以上の発電所が5か所立地している
  - 立石…1939年（昭和14年）5月運転開始、総出力10,500kW
  - 十和田…1943年（昭和18年）12月運転開始、総出力31,100kW
  - 大池第二…1956年（昭和31年）3月運転開始、総出力10,000kW
  - 岩木川第一…1960年（昭和35年）4月運転開始、総出力11,000kW
  - 浅瀬石川…1988年（昭和63年）6月運転開始、総出力17,100kW
- 火力発電：県内では、八戸市に2箇所立地している
  - 八戸…1958年（昭和33年）6月運転開始、出力250,000kW
  - 八戸5号機…2012年（平成24年）7月運転開始、出力416,000kW
- 風力発電：県内には2010年（平成22年）3月末時点で、10kW以上の出力を持つ風力発電設備が11市町村に立地し、県全体で200基・総出力292,540kWを有する。基数は北海道に次いで全国で2番目、総出力は全国一の風力発電県となっている。うち、総出力10,000kW以上となっている町村は以下の通りである[53]。
  - 野辺地町…1998年（平成10年）1月より順次運転開始、全27基、総出力50,800kW
  - 東通村…1998年（平成10年）4月より順次運転開始、全72基、総出力104,550kW
  - 六ヶ所村…2003年（平成15年）1月より順次運転開始、全78基、総出力105,850kW
  - 横浜町…2003年（平成15年）10月より順次運転開始、全6基、総出力10,500kW
  - 五所川原市…2010年（平成22年）1月より順次運転開始、全8基、総出力15,440kW
- 太陽光発電：東北電力で、同社の八戸火力発電所構内に1施設を有する
  - 八戸…2011年（平成23年）12月運転開始、総出力約1,500kW
- 原子力関連
  - 東通原子力発電所…東北電力と東京電力の2社による。2社の施設が全て完成すると、総出力5,255,000kWとなる予定。
    - 東北電力1号機…2005年（平成17年）12月運転開始、出力1,100,000kW。
    - 東京電力1号機…2010年（平成22年）12月着工・2017年（平成29年）3月運転開始、出力1,385,000kW（予定）であったが、福島第一原子力発電所事故の影響で進展していない。
    - 東北電力2号機、東京電力2号機の正確な着工時期は未定。

  - 大間原子力発電所…2008年（平成20年）5月着工、2014年（平成26年）11月運転開始、出力1,383,000kW（予定）であったが、2019年5月時点では未完成。
  - 核燃料サイクル施設…六ヶ所村に建設されている施設群の総称。
  - 使用済み核燃料中間貯蔵施設…むつ市に計画。2010年（平成22年）7月着工、2012年（平成24年）7月1棟目運転開始、貯蔵量約5,000t（うち1棟目約3,000t）（予定）
  - 原子力船むつ…当初の母港が大湊港（むつ市）。のち新母港として関根浜港（むつ市）を新設。
  - 国際熱核融合実験炉 (ITER)…本体はフランス=カダラッシュに建設されるが、関連施設（幅広いアプローチ）が六ヶ所村に立地。
  - 原子力関連年表
    - 1967年9月 大湊港を原子力船の母港に決定。
    - 1969年4月 原子力船の船名を「むつ」に決定。
    - 1970年6月 東北電力および東京電力の2社による東通村への原子力発電所立地を発表。
    - 1970年7月 「むつ」が大湊港に入港。入港時は原子炉は搭載されておらず、入港後大湊港内で艤装された。
    - 1974年8月 「むつ」が大湊港を出港。陸奥湾内での原子炉運転に対する湾内漁民の猛抗議（約100隻の漁船による「むつ」出港阻止の実力行使）のため、25日出港が26日未明にずれ込む。
    - 1982年8月 大湊港に代わり、むつ市関根浜地区に「むつ」の新定係港（関根浜港）建設が決定。
    - 1983年2月 関根浜港着工。
    - 1985年4月 核燃料サイクル施設、六ヶ所村に立地決定。
    - 1985年5月 大間町への新型転換炉実証炉建設（大間原子力発電所の立地）決定。
    - 1988年1月 関根浜港の係留施設が完成。「むつ」入港。
    - 1988年10月 核燃料サイクル施設のうち、ウラン濃縮工場着工。
    - 1990年11月 核燃料サイクル施設のうち、低レベル放射性廃棄物埋設センター着工。
    - 1992年3月 ウラン濃縮工場操業開始。
    - 1992年5月 核燃料サイクル施設のうち、高レベル放射性廃棄物貯蔵管理センター着工。
    - 1992年9月 「むつ」解役工事着手（原子炉を撤去し、改装のうえ、1996年（平成8年）8月海洋地球研究船みらいとして進水）。
    - 1992年12月 低レベル放射性廃棄物埋設センター操業開始。
    - 1993年4月 核燃料サイクル施設のうち、核燃料再処理工場着工。
    - 1995年4月 高レベル放射性廃棄物貯蔵管理センター操業開始。
    - 1995年8月 大間原子力発電所について、新型転換炉実証炉からMOX燃料による改良型沸騰水型軽水炉に転換。
    - 1998年12月 東通原子力発電所（東北電力1号機）着工。
    - 2002年6月 ITER政府間協議において、建設予定地として六ヶ所村を提案。
    - 2005年6月 ITER閣僚級会合において、ITER本体の建設地がフランス国内に決定。六ヶ所村は落選。
    - 2005年10月 使用済み核燃料中間貯蔵施設、むつ市に立地決定。
    - 2005年12月 東通原子力発電所（東北電力1号機）運転開始。
    - 2006年11月 ITERプロジェクトの「幅広いアプローチ (BA)」施設が六ヶ所村に立地決定。
    - 2007年7月 BA施設である国際核融合エネルギー研究センターが開所。
    - 2008年5月 大間原子力発電所着工。
    - 2008年5月 国際核融合エネルギー研究センター研究棟着工。
    - 2009年4月 国際核融合エネルギー研究センター管理研究棟完成。
    - 2010年4月 国際核融合エネルギー研究センター完成。
    - 2010年8月 使用済み核燃料中間貯蔵施設着工。
    - 2011年3月 東日本大震災とそれに誘発された福島第一原発事故が発生。青森県内の原子力関連プロジェクトにも影響。

### 青森県内に本社を置く企業

#### 上場企業
- プロクレアホールディングス
- サンデー
- 東北化学薬品
- 大平洋金属 - 登記上の本社は東京都となっているが、実質的な本社機能は八戸製造所内に設置。

#### 非上場の大手企業
- 日本原燃 - 非上場企業であるが、資本金・売上高は県内最大の企業（原発を持たない沖縄電力を除く電気事業連合会所属各社と日本原子力発電の出資により設立）。
- ユニバース - 東証一部に上場していたが、北海道のアークスとの経営統合により上場廃止。

## 交通・生活・教育

### 交通

#### 鉄道

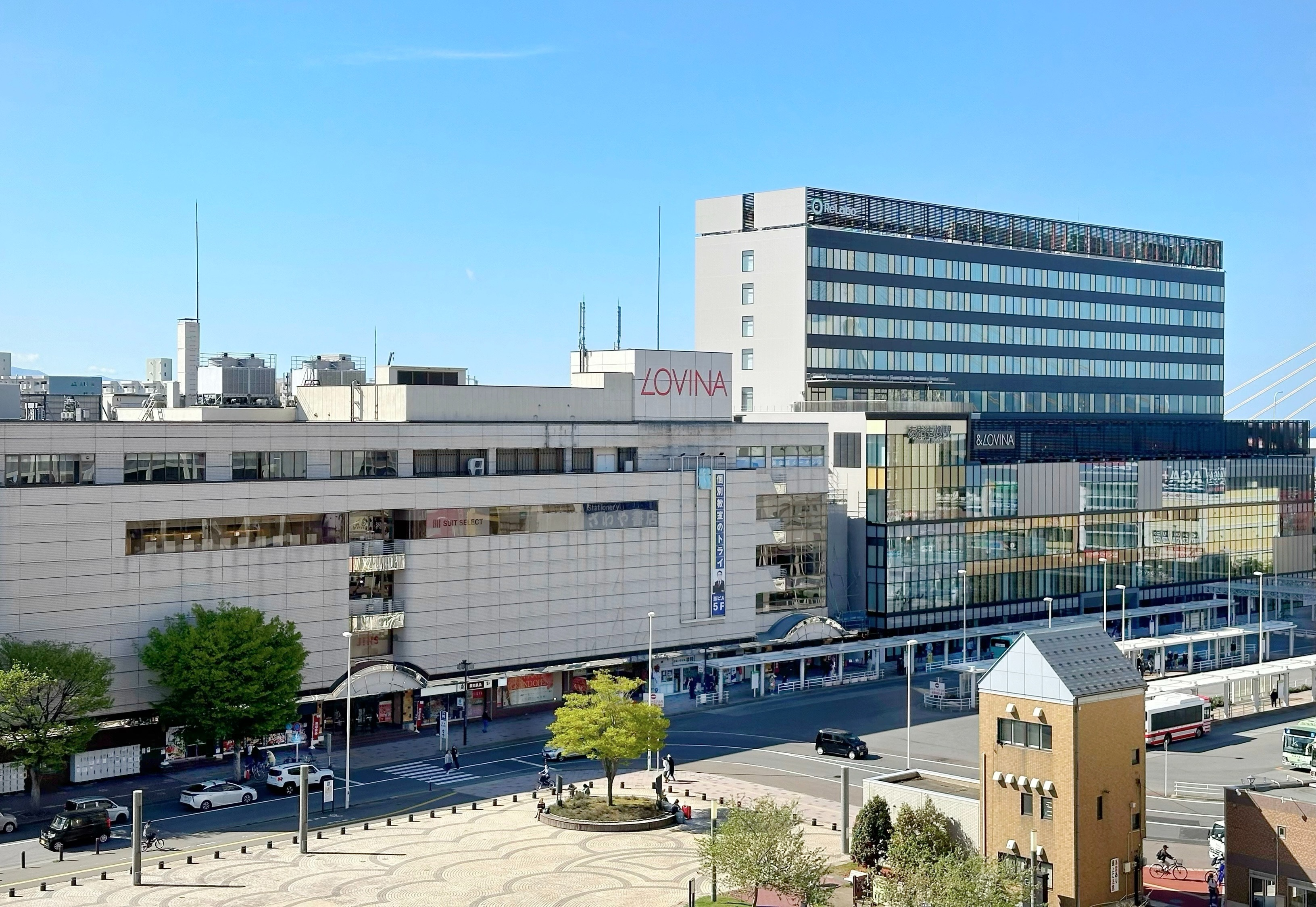
JR東日本・青い森鉄道 青森駅

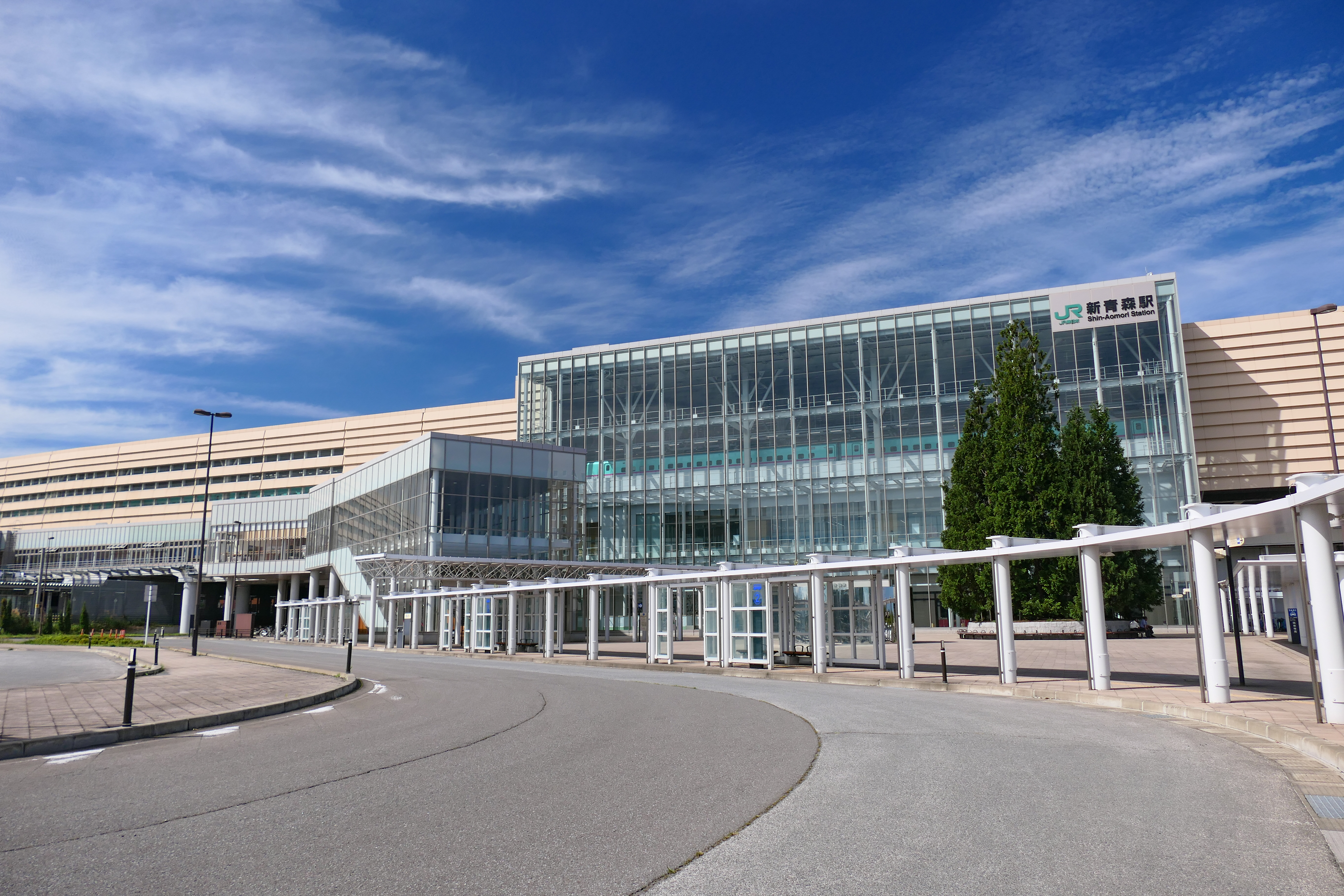
JR東日本・JR北海道 新青森駅

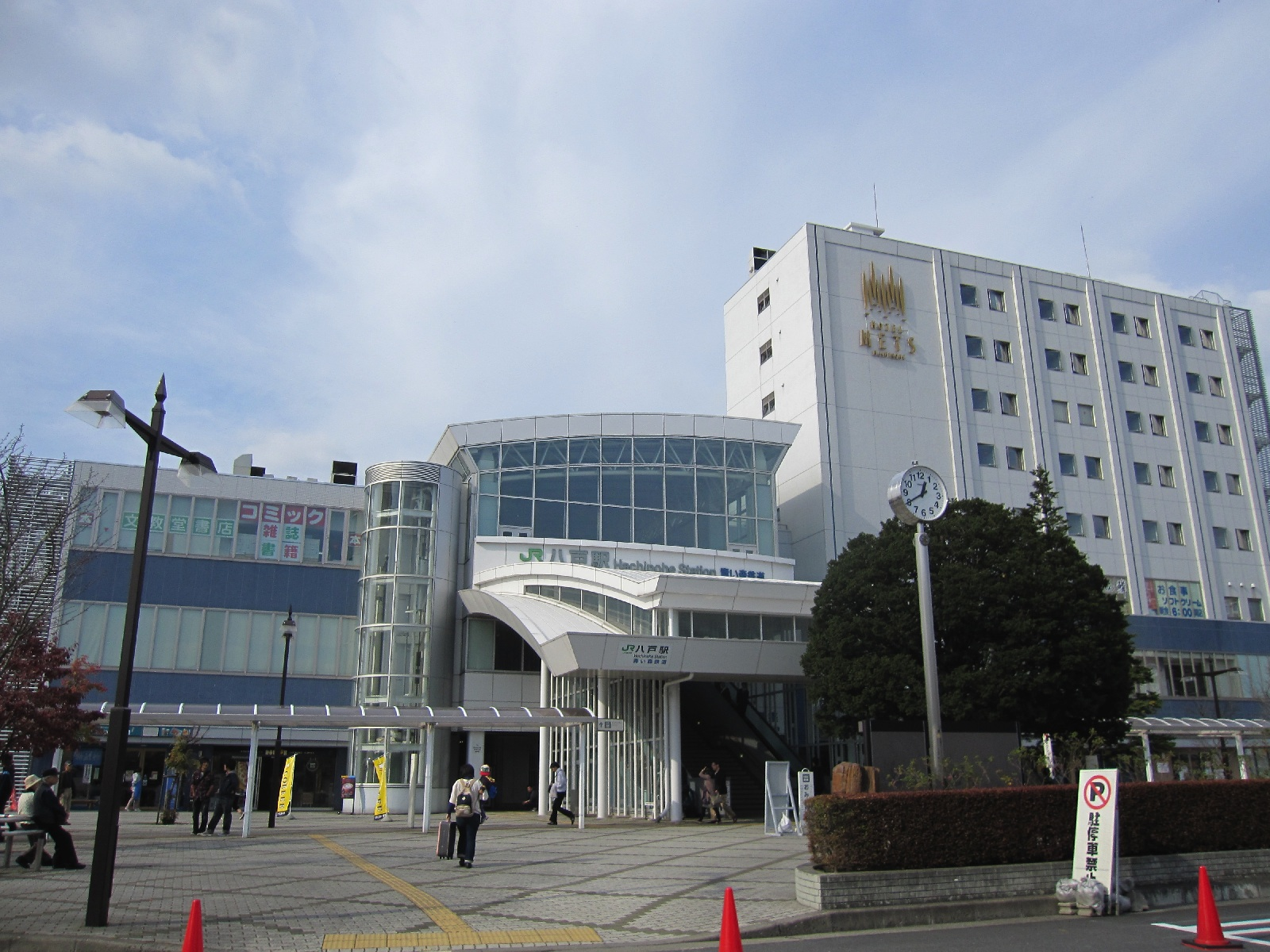
JR東日本・青い森鉄道 八戸駅

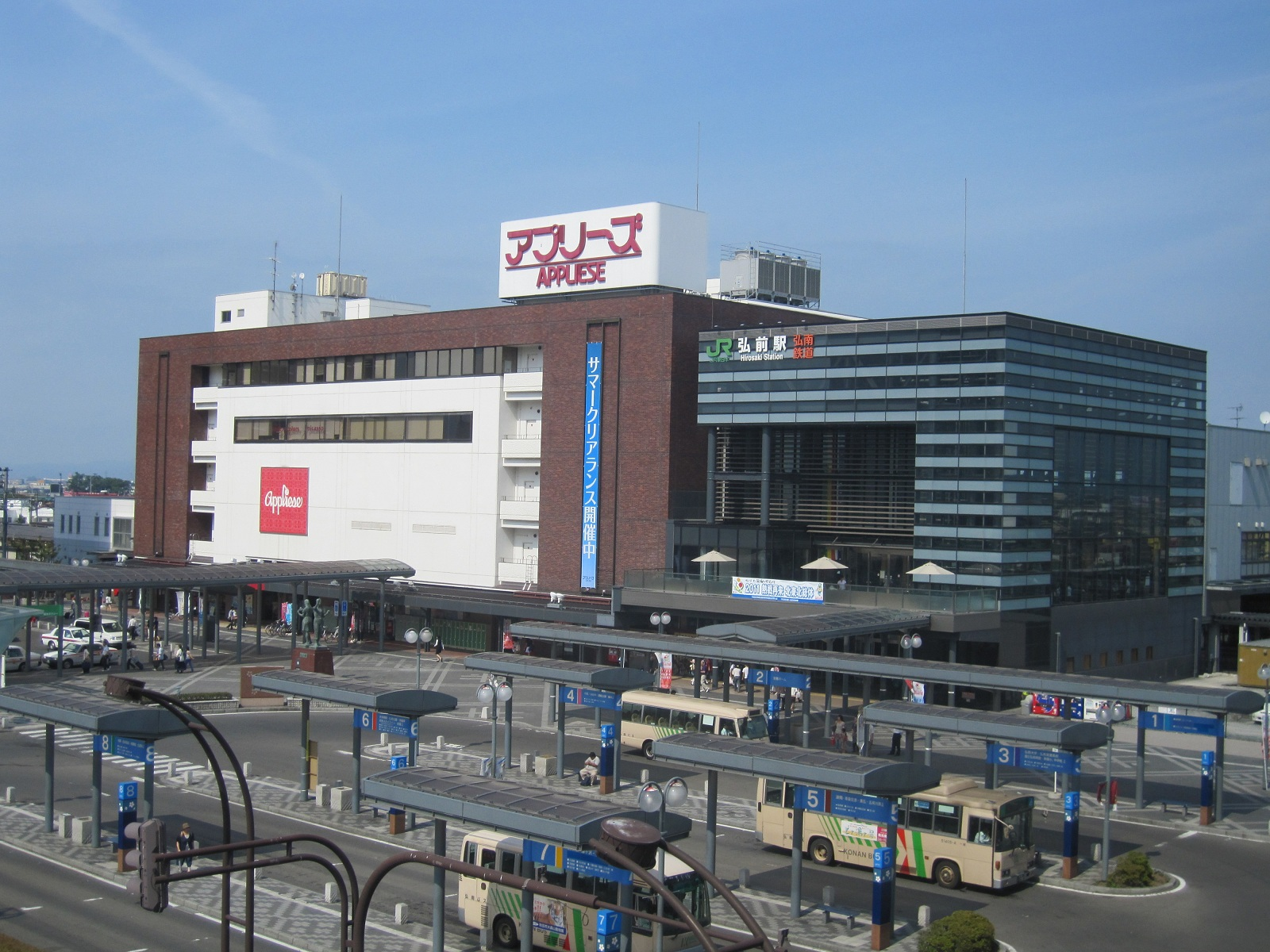
JR東日本・弘南鉄道 弘前駅

- 拠点となる駅
  - 青森駅、新青森駅、八戸駅、弘前駅
- 路線

- - 東日本旅客鉄道
    - 東北新幹線
    - 奥羽本線
    - 大湊線
    - 五能線
    - 八戸線
    - 津軽線

  - 北海道旅客鉄道
    - 北海道新幹線
    - 海峡線

  - 弘南鉄道
    - 弘南線
    - 大鰐線

  - 津軽鉄道
    - 津軽鉄道線

  - 青い森鉄道
    - 青い森鉄道線（第二種鉄道事業者）
青森県鉄道施設条例に基づき青森県が「設置」（保有）する鉄道路線。県が第三種鉄道事業者、青い森鉄道が第二種鉄道事業者（他に日本貨物鉄道）。東日本旅客鉄道から東北本線の一部（青森駅〜目時駅）を譲受。

  - IGRいわて銀河鉄道
    - いわて銀河鉄道線
東日本旅客鉄道から東北本線の一部（目時駅以南）を譲受

#### 空港
- 青森空港（青森市）

国内線
| 航空会社                       | 就航地                                 |
| ------------------------------ | -------------------------------------- |
| 日本航空 (JAL)                 | 新千歳空港、東京国際空港、大阪国際空港 |
| 全日本空輸 (ANA)               | 新千歳空港、大阪国際空港               |
| フジドリームエアラインズ (FDA) | 名古屋空港、神戸空港                   |

国際線
| 航空会社        | 就航地                         |
| --------------- | ------------------------------ |
| 大韓航空(KE)    | 韓国・仁川国際空港（ソウル）   |
| エバー航空 (BK) | 台湾・台湾桃園国際空港（台北） |

- 三沢飛行場（三沢市）
  - 日本航空(JAL)
    - 東京国際空港[注釈 13]
    - 大阪国際空港[注釈 14]
    - 札幌丘珠空港[注釈 15]

#### 海路
- 青函航路：青森港 - 函館港
  - 津軽海峡フェリー
  - 青函フェリー（北日本海運・共栄運輸）
- 八苫航路：八戸港 - 苫小牧港
  - シルバーフェリー（川崎近海汽船）
- 大函航路：大間港 - 函館港
  - 津軽海峡フェリー
- むつ湾フェリー：蟹田 - 脇野沢（平舘海峡を横断して津軽半島と下北半島を結ぶ）
- シィライン：青森 - 脇野沢 - 牛滝 - 福浦 - 佐井（陸奥湾を縦断して青森市と下北半島西岸を結ぶ）

2008年11月を以って東日本フェリーが青函航路、青蘭航路（青森港 - 室蘭港）、大函航路でのフェリー運航事業から撤退。同年12月からはグループ会社の津軽海峡フェリーが青函航路と大函航路の運航を引き継いだ。青蘭航路は廃止された。

#### 道路

##### 高速道路など
高速自動車国道
- E4 東北自動車道
- E4A 八戸自動車道
- E4A 青森自動車道

高速自動車国道に並行する一般国道自動車専用道路
- E4A 百石道路
- E4A 第二みちのく有料道路
- E4A 上北自動車道
- E4A みちのく有料道路

※いずれも東北縦貫自動車道八戸線に並行。
国土交通大臣指定に基づく高規格幹線道路（一般国道の自動車専用道路）
- E45 八戸久慈自動車道
- E64 津軽自動車道

その他の自動車専用道路
- 下北半島縦貫道路（地域高規格道路）

##### その他の有料道路
- 青森空港有料道路
- 津軽岩木スカイライン

##### 一般国道
- 国道4号
- 国道7号
- 国道45号
- 国道101号
- 国道102号
- 国道103号
- 国道104号
- 国道279号

- 国道280号
- 国道282号
- 国道338号
- 国道339号
- 国道340号
- 国道394号
- 国道454号

#### 路線バス
- 弘南バス
- 青森市営バス（青森市企業局交通部）
- 下北交通（下交バス）
- 十和田観光電鉄（十鉄バス）
- 八戸市営バス（八戸市交通部）
- 南部バス（岩手県北自動車南部支社）
- JRバス東北
- 青森観光バス

- 脇野沢交通
- 川内交通
- 今別町巡回バス
- 外ヶ浜町循環バス
- 蓬田村営バス
- 六戸町民バス
- ながわ里バス

### 警察
- 青森県警察

### 医療・福祉
災害拠点病院
- 青森県災害拠点病院

保育所
- 青森県保育所一覧

### 教育
大学
通信制大学
私立
- 放送大学 青森学習センター（弘前市）

高等専門学校
国立
- 八戸工業高等専門学校（八戸市）
- 専修学校
  - 青森県専修学校一覧
- 特別支援学校
  - 青森県特別支援学校一覧
- 高等学校
  - 青森県高等学校一覧
- 中学校
  - 青森県中学校一覧
- 小学校
  - 青森県小学校一覧
    - 青森県内には、2023年4月時点で、義務教育学校は設置されてない。
- 幼稚園
  - 青森県幼稚園一覧

その他教育機関
- 農業大学校
  - 青森県営農大学校（七戸町）
- 職業能力開発短期大学校
  - 青森職業能力開発短期大学校（五所川原市）

## マスメディア

### テレビ局
地上波放送においては、県内に以下の各局が所在している。民間放送はいずれも青森市に本社を置いており、東北地方で唯一全局通常時終夜放送を実施中。
- NHK青森放送局
- 青森放送（RAB、NNN/NNS系列）
- 青森朝日放送（ABA、ANN系列）
- 青森テレビ（ATV、JNN系列）

県内にはフジテレビ系列およびテレビ東京系列の放送局が存在しないが、青森市や八戸市など一部市町村では受信手段が存在する。
- 青森市（浪岡地区を除く）

青森ケーブルテレビを通じてuhb北海道文化放送（フジテレビ系列）およびTVhテレビ北海道（テレビ東京系列）が視聴可能である。東北地方にはテレビ東京系列局が存在しないため、青森市はテレ東系列を含めた民放5局全ての視聴手段が存在する、東北地方唯一の県庁所在地となっている。
- 八戸市および周辺市町村（三沢市など）

岩手県の放送局が直接受信可能であり、県内に存在しないフジテレビ系列はアンテナないしケーブルテレビを通じて岩手めんこいテレビを視聴することができる。
- 津軽半島北部および下北半島北部地域（外ヶ浜町・大間町など）

北海道の放送局が直接受信可能であり、県内に存在しないフジテレビ系列およびテレビ東京系列は、uhbおよびTVhを通して視聴可能である。
- 津軽半島西部（深浦町など）

秋田県の放送局が直接受信可能であり、県内に存在しないフジテレビ系列は、秋田テレビを通して視聴可能である。
※青森県にはFNN/FNS系列局が存在しないため、同県のFNN系列局による報道取材はフジテレビ青森支局および岩手めんこいテレビ八戸支局が担当している。

### 新聞
全国紙
- 読売新聞
- 朝日新聞
- 毎日新聞
- 日本経済新聞
- 産経新聞

ブロック紙
- 河北新報

地方紙
- 東奥日報（青森市）
- デーリー東北（八戸市）
- 陸奥新報（弘前市）
- 津軽新報（黒石市）

### ケーブルテレビ
- 青森ケーブルテレビ
- 風間浦村営共聴システム
- 五戸町ケーブルテレビ
- 田子町ケーブルテレビジョン
- 八戸テレビ放送
- 三沢市ケーブルテレビ

### ラジオ局
- 県域FMラジオ・補完FM局の送信所は、エフエム青森は県内地上デジタル放送と同一地点（馬ノ神山）で、青森放送もその尾根沿いに所在しているが、NHK青森FMのみ約7km離れた鷹森山に設置されている。
- AMラジオ局
  - NHK青森放送局
  - 青森放送（JRN・NRN系列）
  - AFN三沢（米軍三沢基地向けのラジオ放送。周辺地域でも聴くことができる）
- FMラジオ局
  - NHK青森放送局
  - エフエム青森（AFB、JFN系列）
- コミュニティFM局
  - エフエムむつ（むつ市）
  - Be FM（八戸市）
  - FMアップルウェーブ（弘前市）
  - G.Radio（五所川原市）
    - かつて南津軽郡田舎館村にFMジャイゴウェーブが存在したが、2025年3月28日に閉局した[54]。

## 文化・スポーツ

### 方言
青森県内で話される方言は大きく以下の三種類に分けられるが、津軽弁と南部弁の違いの大きさは県民の間でもしばしば話題になる。
- 津軽弁 - 津軽地方の方言。
- 南部弁 - 南部地方の方言。八戸弁など。岩手県北部にまたがる。
- 下北弁 - 下北半島の方言。アクセントは南部弁に近い。

### 食文化
郷土料理

その他の加工食品・料理
- 海産物 - 七子八珍
- ご当地グルメ
  - 津軽味噌 - 生姜味噌おでん
  - 味噌カレー牛乳ラーメン
  - バラ焼き

- 津軽地方には砂糖を入れた甘口の赤飯があり、コンビニなどで買うこともできる。また、栗などを入れた甘口の茶碗蒸しも食べられており、塩味の赤飯や茶碗蒸しを食べ慣れている県民は多くなく、ほとんどの地域で甘口の物を食べている。

### 伝統工芸
経済産業大臣指定伝統的工芸品
- 津軽塗（漆器、1975年）

伝統工芸品

### 文学賞や文化勲章の受章者
- 芥川賞第44回 三浦哲郎『忍ぶ川』
- 芥川賞第159回 高橋弘希『送り火』
- 直木賞第23回 今日出海『天皇の帽子』
- 直木賞第35回 今官一『壁の花』
- 直木賞第36回 今東光『お吟さま』
- 直木賞第61回 佐藤愛子『戦いすんで日が暮れて』
- 直木賞第69回 長部日出雄『津軽世去れ節』『津軽じょんから節』
- 文化勲章1970年（昭和45年） 棟方志功

### 音楽
青森県歌
- 青い森のメッセージ（2001年～）
- 青森県賛歌（1971年～）

ご当地ソング
- 津軽のふるさと（1952年、美空ひばり）
- リンゴ追分（1952年、美空ひばり）- モノローグ部分の方言を間違えていることが指摘されている。
- 津軽海峡・冬景色（1977年、石川さゆり）- ただし、歌詞中の人々は北海道へと都市部（東京）から帰る途上であり、当歌と青森県の関連は比較的薄い。
- 世去れのお涼（1979年、小林旭）
- 風雪ながれ旅（1980年、北島三郎）- ただし、歌詞には「留萌」「滝川」「稚内」など北海道の地名も登場する。
- 帰ってこいよ（1980年、松村和子）
- 津軽平野（1984年、千昌夫・吉幾三）
- 組曲『フォー・シーズンズ』 (Four Seasons of Morita Village) （1996年、穐吉敏子）
- 津軽恋女」（1987年、新沼謙治）
- 青森ロック大臣（1998年、人間椅子）
- 青森駅（2005年、マニ☆ラバ）
- JAZZDAJA?JAZZDAGA!（2007年、伊藤君子）- 津軽弁のジャズ。
- 恐山ル・ヴォワール（2011年、林原めぐみ）
- 林檎華憐歌（2012年、ビートまりお）
- 津軽さくら物語（2017年、川中美幸）

### スポーツ
- 青森ワッツ 男子バスケットボール（ジャパン・プロフェッショナル・バスケットボールリーグ）
- ヴァンラーレ八戸（J3・八戸市）
- ラインメール青森FC（JFL・青森市）
- ブランデュー弘前（東北社会人サッカーリーグ1部・弘前市）
- 東北フリーブレイズ（アジアリーグアイスホッケー・八戸市（郡山市））
- オリンピックメダリスト（県出身者）
  - 金3名（7個）
    - 伊調馨 - レスリング（2004アテネ、2008北京、2012ロンドン、2016リオ・デ・ジャネイロ）
    - 小原日登美 - レスリング（2012ロンドン）
    - 斉藤仁 - 柔道（1988ソウル、1984ロサンゼルス）
    - （三ヶ田礼一 - スキー・ノルディック複合（1992アルベールビル）…東奥義塾高等学校卒）

  - 銀6名（7個）
    - 太田忍 - レスリング（2016リオ・デ・ジャネイロ）
    - 古川高晴 - アーチェリー（2012ロンドン）
    - 伊調千春 - レスリング（2004アテネ、2008北京）
    - 泉浩 - 柔道（2004アテネ）
    - 斎藤春香 - ソフトボール（2000シドニー）
    - 赤石光生 - レスリング（1984ロサンゼルス）
    - （水谷隼 - 卓球（2016リオ・デ・ジャネイロ）…青森山田中学高等学校卒）
    - （丹羽孝希 - 卓球（2016リオ・デ・ジャネイロ）…青森山田中学高等学校卒）
    - （福原愛 - 卓球（2012ロンドン）…青森山田中学高等学校卒）
    - （藤井瑞希 - バドミントン（2012ロンドン）…青森山田高等学校卒）
    - （垣岩令佳 - バドミントン（2012ロンドン）…青森山田高等学校卒）

  - 銅4名（4個）
    - 斎藤春香 - ソフトボール（2004アテネ）
    - 赤石光生 - レスリング（1992バルセロナ）
    - 坂本勉 - 自転車（1984ロサンゼルス）
    - 田辺清 - ボクシング（1960ローマ）
    - （水谷準 - 卓球（2016リオ・デ・ジャネイロ）…青森山田中学高等学校卒）
    - （福原愛 - 卓球（2016リオ・デ・ジャネイロ）…青森山田中学高等学校卒）
- 大相撲の県出身横綱6名
  - 第42代鏡里喜代治
  - 第45代初代若乃花幹士
  - 第49代栃ノ海晃嘉
  - 第56代2代目若乃花幹士
  - 第59代隆の里俊英
  - 第63代旭富士正也
    - 1883年（明治16年）5月場所に「一ノ矢」が入幕して以来、青森県出身の幕内力士が途絶えたことがない。
- 県内で開催された主なスポーツイベント
  - 1925年 大鰐町で第3回全日本スキー選手権大会が開催（以後、複数回開催）
  - 1929年 八戸町（現：八戸市）で第1回全日本スピードスケート選手権大会が開催（以後、複数回開催）
  - 1932年 八戸市で第3回全日本アイスホッケー選手権大会が開催（以後、複数回開催）
  - 1947年1月 八戸市で第1回冬季国民体育大会が開催（以後、複数回開催）
  - 1977年 第32回国民体育大会（テーマ：あすなろ国体、冬季、夏・秋季）が開催
  - 2001年10月 弘前市で第10回世界相撲選手権大会、第1回世界女子相撲選手権大会が開催
  - 2003年2月 第5回アジア冬季競技大会開催
  - 2007年3月 青森市で世界女子カーリング選手権大会が開催
  - 2007年9月 第20回全国スポーツ・レクリエーション祭（スポレクあおもり）開催

## 対外関係
- イタリア リグーリア州[55]
  - 2002年5月7日 友好協定締結
- ブラジル サンタ・カタリーナ
  - 産業経済・科学技術・文化教育などの交流
  - 1980年（昭和55年）10月23日提携
- ロシア ハバロフスク地方
  - 産業経済・科学技術・文化教育などの交流
  - 1992年（平成4年）8月27日提携
- アメリカ合衆国 メーン州
  - 産業経済・科学技術・文化・芸術・スポーツなどの交流
  - 1994年（平成6年）5月25日提携

## 県民栄誉賞受賞者
受賞条件
青森県民栄誉賞、青森県民栄誉特別賞
広く県民に敬愛され、勇気と希望を与える活躍をした者。
青森県民栄誉大賞、青森県民名誉賞
青森県民栄誉賞授与後においても特に優れた功績を挙げた者。

### 青森県民栄誉賞
1. 坂本勉（1984年9月）
2. 赤石光生（1984年9月）
3. 斉藤仁（1984年9月）
4. 畑山隆則（2000年6月）
5. 斎藤春香（2000年10月、2004年9月）
6. 三浦敬三（2003年12月）
7. 三浦雄一郎（2003年12月）
8. 泉浩（2004年9月）
9. 伊調千春（2004年9月）
10. 伊調馨（2004年9月）
11. 古川高晴（2012年9月）
12. 小原日登美（2012年9月）
13. 福原愛（2012年10月、2016年10月）
14. 藤井瑞希（2012年10月）
15. 垣岩令佳（2012年10月）
16. 太田忍（2016年9月）
17. 天摩由貴（2022年1月）
18. 佐々木琢磨（2022年7月）

### 青森県民栄誉特別賞
1. 水谷隼（2016年10月、2022年1月）
2. 丹羽孝希（2016年10月、2022年1月）
3. 坂本勇人（2022年1月）
4. 青森山田高等学校サッカー部（2017年1月、2022年1月）

### 青森県民栄誉大賞
1. 斉藤仁（1988年11月）
2. 伊調千春（2008年9月）
3. 伊調馨（2008年9月、2012年9月、2016年9月）
4. 三浦雄一郎（2013年7月）

### 青森県民名誉賞
1. 赤石光生（1992年10月）